# Liste d'écrivains normands
La liste d'écrivains normands énumère des écrivains nés en Normandie ou y ayant durablement vécu et les écrivains ayant écrit en Normand ou en Anglo-normand.

## Nés auXesiècle
| Nom                    | Né(e)     | Né(e) à    | Mort(e) en  | Mort(e) à | Langue(s) d'expression | Genre(s)        |
| ---------------------- | --------- | ---------- | ----------- | --------- | ---------------------- | --------------- |
| Dudon de Saint-Quentin | 960-965 ? | Vermandois | 1042 ?      | ?         | Latin                  | Chronique       |
| Garnier de Rouen       | 950-980 ? | ?          | 1026-1050 ? | ?         | Latin                  | Poésie ; Satire |

## Nés auXIesiècle

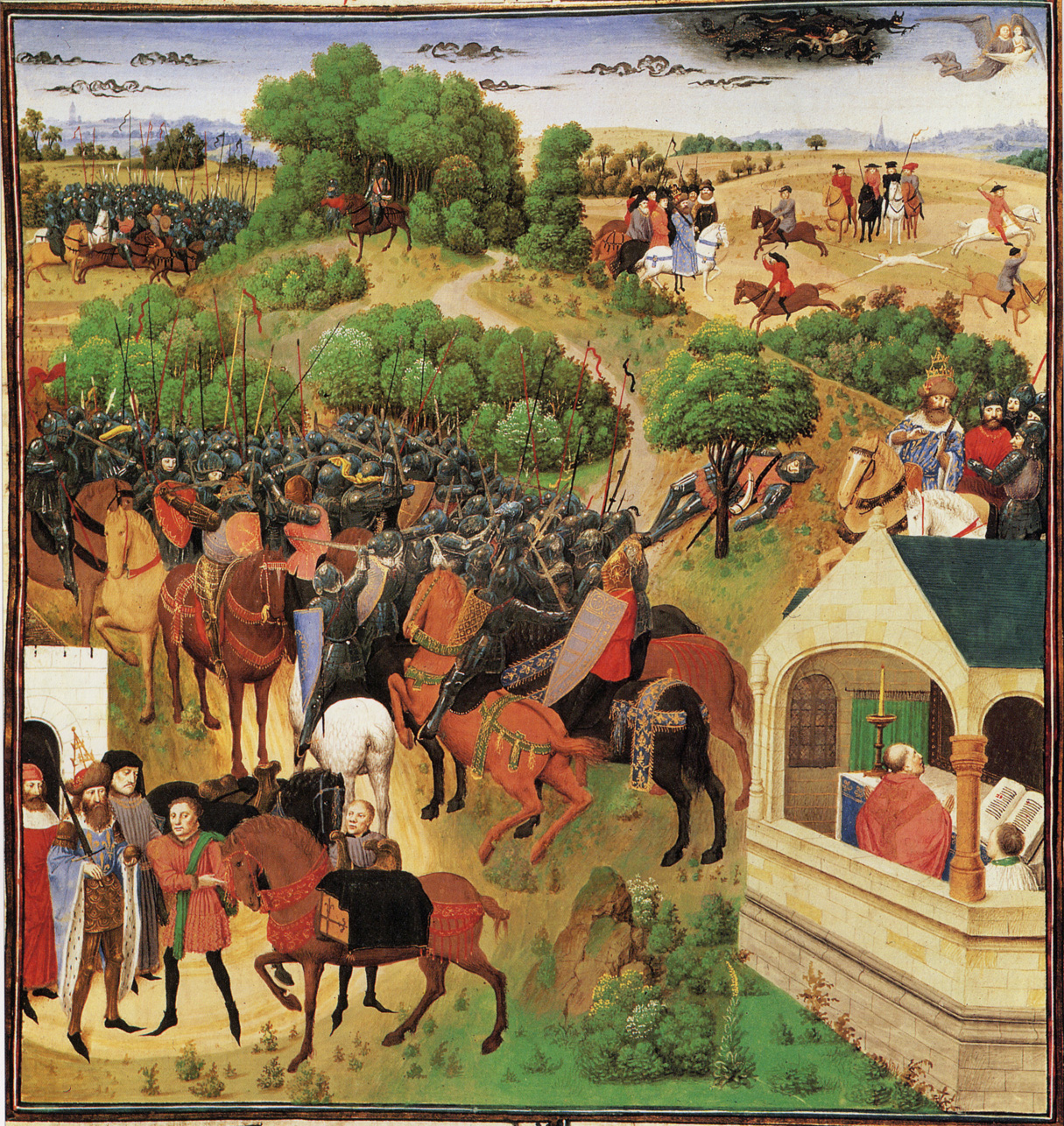
Huit moments de La Chanson de Roland attribué sans certitude à Turold.

| Nom                   | Né(e) en    | Né(e) à    | Mort(e) en  | Mort(e) à               | Langue(s) d'expression | Genre(s) littéraire   |
| --------------------- | ----------- | ---------- | ----------- | ----------------------- | ---------------------- | --------------------- |
| Raoul de Caen         | 1080 ?      | Caen       | 1120 ?      | ?                       | Latin                  | Prosimetrum           |
| Geoffroy Gaimar       | 1060-1090 ? | ?          | 1140-1180 ? | ?                       | Normand/Anglo-normand  | Chronique ; Poésie    |
| Henri de Huntingdon   | 1088 ?      | ?          | 1160        | ?                       | Latin                  | Histoire (discipline) |
| Guillaume de Jumièges | 1001-1010 ? | ?          | 1071-1080 ? | ?                       | Latin                  | Chronique             |
| Geoffroi Malaterra    | 1040-1060 ? | ?          | 1100-1130 ? | ?                       | Latin                  | Chronique             |
| Guillaume de Poitiers | 1020 ?      | Les Préaux | 1090        | ?                       | Latin                  | Chronique             |
| Guillaume de Pouille  | 1020-1070 ? | ?          | 1110-1160 ? | ?                       | Latin                  | Chronique             |
| Philippe de Thaon     | 1070-1100 ? | ?          | 1120-1150 ? | ?                       | Normand/Anglo-normand  | Poésie                |
| Turold                | 1020-1070 ? | ?          | 1098-1140 ? | ?                       | Normand                | Chanson de geste      |
| Orderic Vital         | 1075        | Atcham     | 1141 ?      | Abbaye de Saint-Évroult | Latin                  | Histoire (discipline) |

## Nés auXIIesiècle
| Nom                             | Né(e) en    | Né(e) à              | Mort(e) en  | Mort(e) à                     | Langue(s) d'expression | Genre(s) littéraire               |
| ------------------------------- | ----------- | -------------------- | ----------- | ----------------------------- | ---------------------- | --------------------------------- |
| Ambroise                        | 1150-1170 ? | ?                    | 1200-1220 ? | ?                             | Français               | Poésie                            |
| Thomas d'Angleterre             | 1120-1150 ? | ?                    | 1180-1220 ? | ?                             | Normand/Anglo-normand  | Poésie                            |
| Clémence de Barking             | 1101-1130 ? | ?                    | 1170-1200 ? | ?                             | Normand/Anglo-normand  | Roman courtois                    |
| Alexandre de Bernay             | 1101-1150 ? | ?                    | 1150-1200 ? | ?                             | Normand/Anglo-normand  | Poésie ; Roman                    |
| Guillaume de Berneville         | 1120-1150 ? | Berneville ?         | 1170-1200 ? | ?                             | Normand/Anglo-normand  | Poésie                            |
| Béroul                          | 1110-1150 ? | ?                    | 1180-1220 ? | ?                             | Normand                | Roman                             |
| Robert Biket                    | 1150-1190 ? | ?                    | 1210-1250 ? | ?                             | Normand/Anglo-normand  | Poésie                            |
| Guillaume le Clerc de Normandie | 1140-1180 ? | ?                    | 1210-1250 ? | ?                             | Normand/Anglo-normand  | Bestiaire ; Didactique ; Satire   |
| André de Coutances              | 1101-1150 ? | ?                    | 1150-1200 ? | ?                             | Normand                | Poésie                            |
| Jourdain Fantosme               | 1101-1138 ? | ?                    | 1174-1200 ? | ?                             | Normand/Anglo-normand  | Chronique ; Histoire (discipline) |
| Pierre de Fécamp                | 1160-1220 ? | ?                    | 1246 ?      | ?                             | Latin                  | Chronique                         |
| Marie de France                 | 1120-1140 ? | ?                    | 1190-1210 ? | ?                             | Normand/Anglo-normand  | Poésie                            |
| Simon de Freine                 | 1140 ?      | ?                    | 1210 ?      | ?                             | Normand/Anglo-normand  | Philosophie ; Poésie              |
| Geoffroy Gaimar                 | 1101-1115 ? | ?                    | 1140-1190 ? | ?                             | Normand/Anglo-normand  | Chronique ; Poésie                |
| Jean d'Hauville                 | 1150 ?      | près de Rouen        | 1200 ?      | ?                             | Latin                  | Poésie ; Satire                   |
| Robert de Ho                    | 1140 ?      | Medway               | 1210 ?      | ?                             | Normand/Anglo-normand  | Poésie                            |
| Thomas de Kent                  | 1101-1150 ? | ?                    | 1150-1200 ? | ?                             | Normand/Anglo-normand  | Poésie                            |
| Guernes de Pont-Sainte-Maxence  | 1120-1150 ? | Pont-Sainte-Maxence  | 1180-1220 ? | ?                             | Normand/Anglo-normand  | Biographie                        |
| Denis Piramus                   | 1101-1150 ? | ?                    | 1150-1200 ? | ?                             | Normand/Anglo-normand  | Poésie                            |
| Étienne de Rouen                | 1101-1150 ? | ?                    | 1170        | ?                             | Latin                  | Chronique ; Poésie                |
| Benoît de Sainte-Maure          | 1110-1140 ? | ?                    | 1180-1210 ? | ?                             | Roman                  | Poésie                            |
| Guillaume de Saint Pair         | 1110-1140 ? | ?                    | 1180-1210 ? | ?                             | Roman/Normand          | Poésie                            |
| Robert de Torigni               | 1110 ?      | Torigni-sur-Vire     | 1186        | Abbaye du Mont-Saint-Michel ? | Latin                  | Chronique                         |
| Alexandre de Villedieu          | 1175 ?      | Villedieu-les-Poêles | 1240        | ?                             | Latin                  | Grammaire ; Poésie                |
| Wace                            | 1101 ?      | Jersey               | 1178 ?      | ?                             | Normand/Anglo-normand  | Poésie                            |

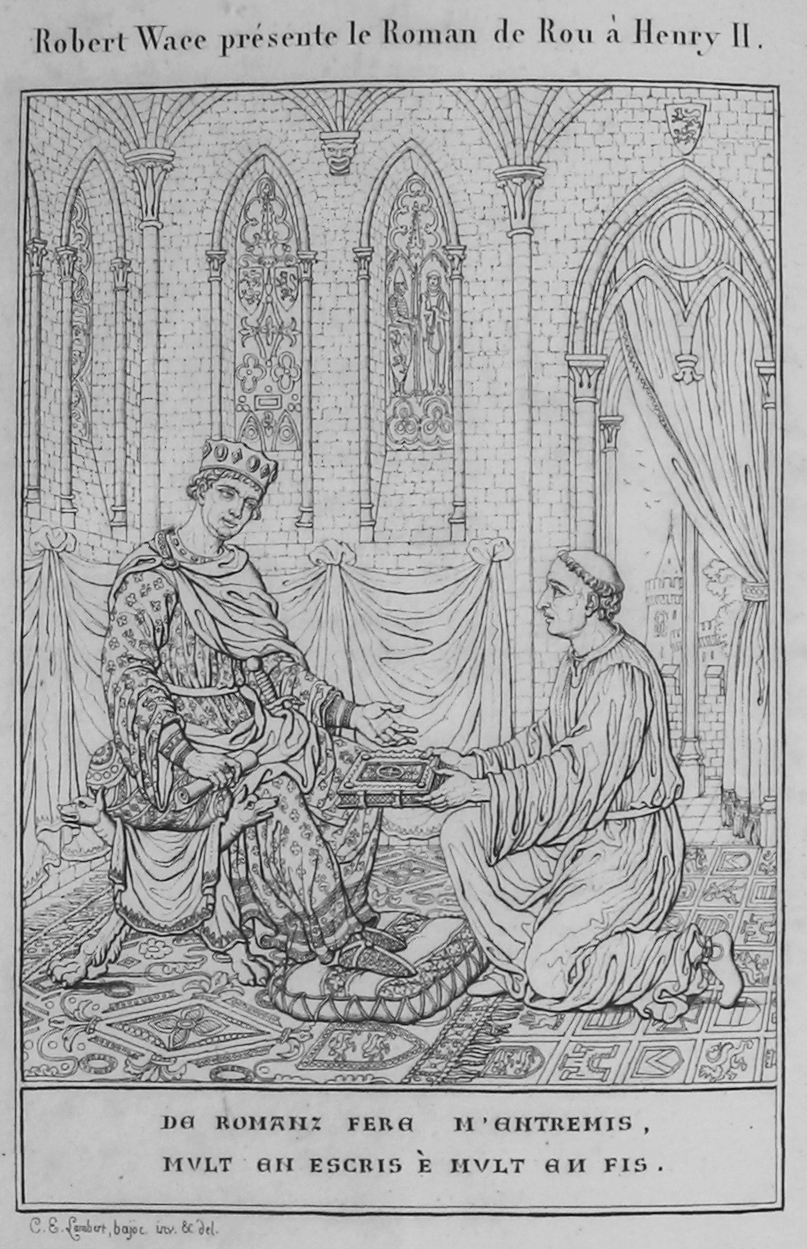
Wace présente le Roman de Rou à Henri II.
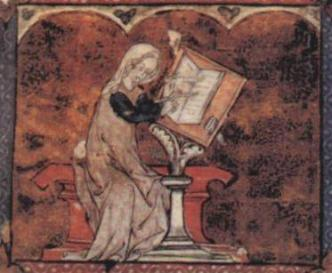
Marie de France

## Nés auXIIIesiècle
| Nom                       | Né(e) en    | Né(e) à             | Mort(e) en  | Mort(e) à | Langue(s) d'expression      | Genre(s) littéraire                           |
| ------------------------- | ----------- | ------------------- | ----------- | --------- | --------------------------- | --------------------------------------------- |
| Pierre d'Abernon          | 1220-1260 ? | Abenon?             | 1293        | ?         | Normand/Anglo-normand       | Poésie                                        |
| Nicole Bozon              | 1250-1300 ? | ?                   | 1350-1370 ? | ?         | Normand/Anglo-normand       | Hagiographie ; Poésie                         |
| Chardry                   | 1250-1300 ? | ?                   | 1350-1400 ? | ?         | Normand/Anglo-normand       | Poésie                                        |
| Guillaume de Digulleville | 1295        | Digulleville        | 1359 ?      | ?         | Français                    | Poésie                                        |
| Éverard de Gateley        | 1220-1230 ? | Norfolk ?           | 1270-1300 ? | ?         | Normand/Anglo-normand       | Poésie                                        |
| Robert de Gretham         | 1201-1220 ? | Abenon?             | 1250-1290 ? | ?         | Normand/Anglo-normand       | Poésie                                        |
| Pierre de Langtoft        | 1240-1280 ? | Yorkshire de l'Est  | 1307        | ?         | Normand/Anglo-normand       | Chronique ; Histoire (discipline)             |
| Raüf de Lenham            | 1230-1250 ? | ?                   | 1290-1320 ? | ?         | Normand/Anglo-normand       | Poésie                                        |
| Nicholas Trivet           | 1258 ?      | Somerset            | 1335 ?      | ?         | Normand/Anglo-normand/Latin | Chronique ; Histoire (discipline) ; Théologie |
| Wilham de Waddington      | 1201-1230 ? | Pont-Sainte-Maxence | 1270-1300 ? | ?         | Normand/Anglo-normand       | Poésie                                        |
| Jofroi de Waterford       | 1230-1250 ? | Waterford (Irlande) | 1300 ?      | ?         | Anglo-normand               | Traduction                                    |

## Nés auXIVesiècle
| Nom              | Né(e) en    | Né(e) à       | Mort(e) en  | Mort(e) à             | Langue(s) d'expression | Genre(s) littéraire            |
| ---------------- | ----------- | ------------- | ----------- | --------------------- | ---------------------- | ------------------------------ |
| Robert Blondel   | 1380 ?      | Ravenoville ? | 1460 ?      | ?                     | Français/Latin         | Histoire (discipline) ; Poésie |
| Gervais du Bus   | ?           | Normandie     | ?           | ?                     | Français/Normand       | Roman                          |
| Chandos          | 1301-1330 ? | ?             | 1380-1400 ? | ?                     | Normand/Anglo-normand  | Poésie                         |
| Alain Chartier   | 1385        | Bayeux        | 1449        | Avignon               | Français               | Poésie                         |
| Jean de Courcy   | 1340        | Courcy ?      | 1430 ?      | Caudebec-lès-Elbeuf ? | Français               | Poésie                         |
| John Gower       | 1330 ?      | Kent ?        | 1408        | Londres ?             | Normand/Anglo-normand  | Poésie                         |
| Gace de La Bigne | 1310-1320 ? | ?             | 1380-1390 ? | ?                     | Français               | Poésie                         |

## Nés auXVesiècle
| Nom                  | Né(e) en | Né(e) à        | Mort(e) en | Mort(e) à | Langue(s) d'expression | Genre(s) littéraire  |
| -------------------- | -------- | -------------- | ---------- | --------- | ---------------------- | -------------------- |
| Olivier Basselin     | 1403     | Vire           | 1470       | ?         | Français               | Poésie               |
| Pierre Fabri         | 1450     | Rouen          | 1535       | ?         | Français               | Didactique ; Poésie  |
| Pierre Gringore      | 1475     | Thury-Harcourt | 1539       | Lorraine  | Français               | Dramaturgie ; Poésie |
| Guillaume Haudent    | 1499 ?   | ?              | 1558 ?     | ?         | Français               | Poésie               |
| Jacques Le Lieur     | 1480 ?   | ?              | 1550 ?     | ?         | Français               | Poésie               |
| Guillaume Le Rouillé | 1494     | Alençon        | 1555       | ?         | Français               | Poésie               |
| Jean Marot           | 1450 ?   | Mathieu        | 1526 ?     | Paris     | Français               | Poésie               |
| François de Sagon    | 1499 ?   | Rouen          | 1560 ?     | ?         | Français               | Poésie               |

## Nés auXVIesiècle
| Nom                                 | Né(e) en    | Né(e) à                | Mort(e) en   | Mort(e) à        | Langue(s) d'expression | Genre(s) littéraire                         |
| ----------------------------------- | ----------- | ---------------------- | ------------ | ---------------- | ---------------------- | ------------------------------------------- |
| Robert Angot de L'Éperonnière       | 1581        | Caen                   | 1637-1650 ?  | ?                | Français               | Poésie                                      |
| Jean Auvray                         | 1580        | Normandie              | 1623 ?       | ?                | Français               | Poésie                                      |
| Pierre Bardin                       | 1590        | Rouen                  | 1635         | ?                | Français               | Didactique ; Philosophie                    |
| Charles-Timoléon de Beauxoncles     | 1560        | Dieppe                 | 1611         | Dieppe           | Français               | Poésie                                      |
| Jean Behourt                        | 1540-1560 ? | Rouen                  | 1621         | Rouen            | Français/Latin         | Dramaturgie ; Grammaire                     |
| Rémy Belleau                        | 1528        | Nogent-le-Rotrou       | 1577         | Paris            | Français               | Poésie                                      |
| Jean Bertaut                        | 1552        | Caen                   | 1611         | Sées             | Français               | Poésie                                      |
| Charles de Bourgueville             | 1504        | Caen                   | 1593         | Caen             | Français               | Histoire (discipline)                       |
| Jacques de Callières                | 1599 ?      | Torigni-sur-Vire       | 1697         | Torigni-sur-Vire | Français               | Poésie                                      |
| Robert Constantin                   | 1530 ?      | Caen                   | 1605         | Montauban        | Français               | Bibliographie ; Lexicographie               |
| Jacques Du Lorens                   | 1580        | Tillières-sur-Avre     | 1655         | ?                | Français               | Poésie                                      |
| Jacques Du Perron                   | 1556        | Saint-Lô               | 1618         | Bagnolet         | Français               | Poésie                                      |
| François d'Eudemare                 | 1580        | Rouen                  | 1635         | Rouen            | Français               | Histoire (discipline) ; Poésie ; Traduction |
| Yves d’Évreux                       | 1577 ?      | Normanville            | 1632 ou 1633 | près de Gisors   | Français               | Histoire (discipline)                       |
| Robert Fauvel                       | 1590-1600 ? | Rouen                  | 1661         | près de Rouen    | Français               | Récit de voyage                             |
| David Ferrand                       | 1590        | Rouen                  | 1660         | ?                | Normand                | Poésie                                      |
| Nicolas Filleul                     | 1530        | Rouen                  | 1575         | ?                | Français               | Dramaturgie ; Poésie                        |
| Philippe Fortin de la Hoguette      | 1585        | Falaise (Calvados)     | 1668 ?       | ?                | Français               | Éthique                                     |
| Marc-Antoine Girard de Saint-Amant  | 1594        | Grand-Quevilly         | 1661         | Paris            | Français               | Poésie                                      |
| Gilles de Gouberville               | 1521        | ?                      | 1578         | ?                | Français               | Mémoires                                    |
| Hercule Grisel                      | 1595        | Rouen                  | 1677         | Rouen            | Latin                  | Poésie ; Traduction                         |
| Jehan Grisel                        | 1567        | Rouen                  | 1622         | ?                | Français               | Poésie                                      |
| Nicolas de Grouchy                  | 1510        | Rouen                  | 1572         | La Rochelle      | Français/Latin         | Philologie ; Traduction                     |
| Guillaume Guéroult                  | 1507        | Rouen                  | 1569         | Lyon             | Français               | Poésie ; Traduction                         |
| Antoine Halley                      | 1593        | Bazenville             | 1675         | ?                | Français/Latin         | Poésie                                      |
| Jean Le Bigot                       | 1549 ?      | Le Teilleul            | 1620-1640 ?  | Paris            | Français               | Histoire (discipline) ; Poésie              |
| Jean Le Blond                       | 1501-1510 ? | Évreux                 | 1550-1580 ?  | ?                | Français               | Poésie ; Traduction                         |
| François Le Breton                  | 1501-1530 ? | Coutances              | 1555-1600 ?  | ?                | Français               | Ascétisme                                   |
| Jean Le Houx                        | 1551        | Vire ?                 | 1616         | Vire             | Français               | Poésie                                      |
| François Le Métel de Boisrobert     | 1592        | Caen                   | 1662         | Paris            | Français               | Dramaturgie ; Poésie                        |
| Antoine Le Métel d'Ouville          | 1589 ?      | Caen                   | 1655         | ?                | Français               | Dramaturgie ; Poésie ; Traduction           |
| Jacques Le Paulmier de Grentemesnil | 1587        | Pays d'Auge            | 1670         | ?                | Français/Latin         | Philologie                                  |
| Zacharie de Lisieux                 | 1596        | Lisieux                | 1661         | Évreux           | Français               | Satire                                      |
| Louis Le Roy                        | 1510        | Coutances              | 1577         | Paris            | Français               | Essais ; Traduction                         |
| Pierre Mainfray                     | 1580        | Rouen                  | 1630         | ?                | Français               | Dramaturgie ; Poésie                        |
| François de Malherbe                | 1555        | Caen                   | 1628         | Paris            | Français               | Poésie                                      |
| Pierre de Marbeuf                   | 1596        | Sahurs                 | 1645         | ?                | Français               | Poésie                                      |
| Antoine de Montchrestien            | 1575        | Falaise                | 1621         | Les Tourailles   | Français               | Dramaturgie ; Poésie ; Traité               |
| Nicolas Moulinet dit Du Parc        | 1599 ?      | Sées                   | 1624 ?       | ?                | Français               | Roman                                       |
| Jean Nagerel                        | 1501-1540 ? | ?                      | 1570         | Rouen            | Français               | Histoire (discipline)                       |
| Jacques Ovyn                        | 1550-1580 ? | Louviers               | 1600-1650 ?  | ?                | Français               | Dramaturgie                                 |
| Pierre Patrix                       | 1583        | Caen                   | 1671         | Paris            | Français               | Poésie                                      |
| Jean Rouxel                         | 1530        | Caen                   | 1586         | Caen             | Français               | Poésie                                      |
| Thomas Sonnet de Courval            | 1577        | Vire                   | 1627         | Paris            | Français               | Poésie                                      |
| Adrien Turnèbe                      | 1512        | Les Andelys            | 1565         | Paris            | Français/Latin         | Poésie                                      |
| Jean Vauquelin de La Fresnaye       | 1536        | La Fresnaye-au-Sauvage | 1606         | Caen             | Français               | Poésie                                      |
| Nicolas Vauquelin Des Yveteaux      | 1567        | La Fresnaye-au-Sauvage | 1649         | Paris            | Français               | Poésie                                      |

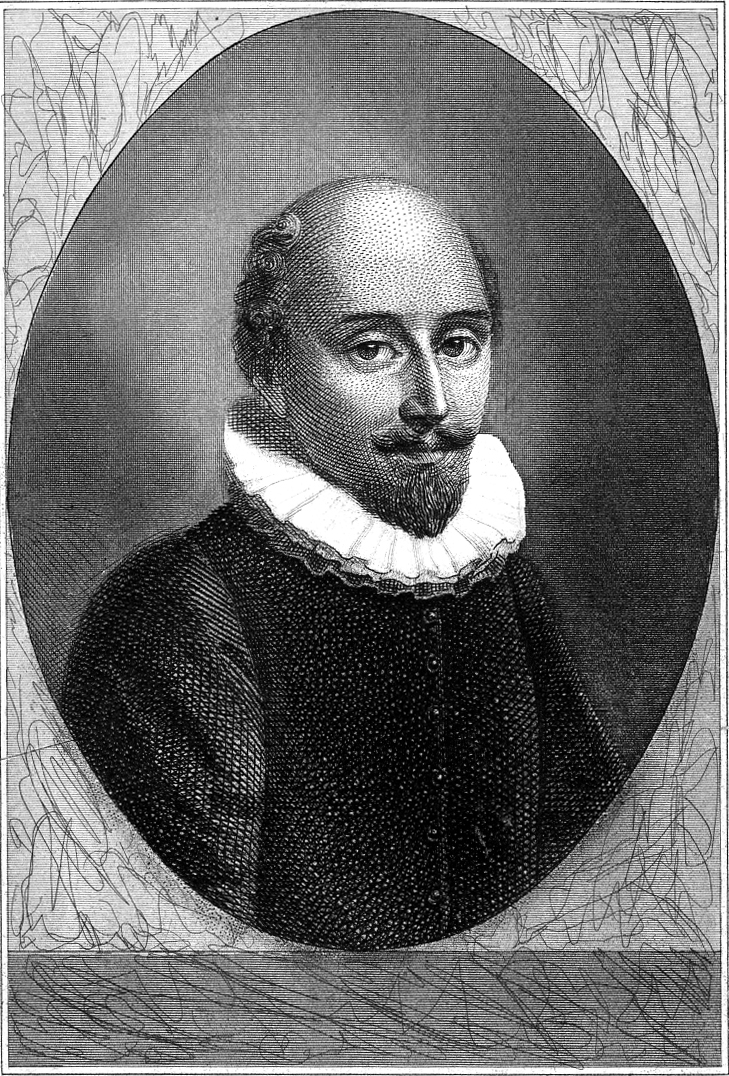
Jean Vauquelin de La Fresnaye
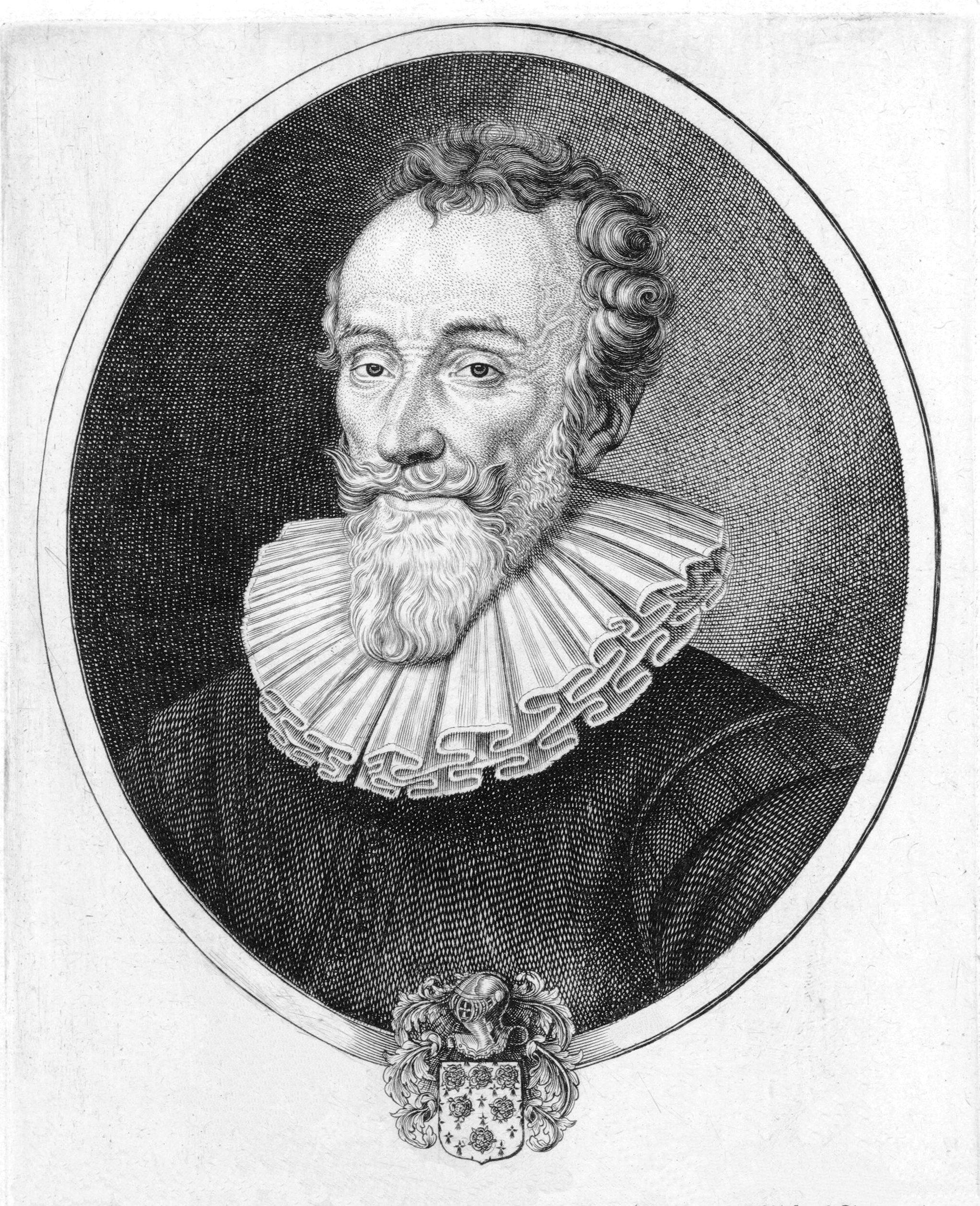
François de Malherbe
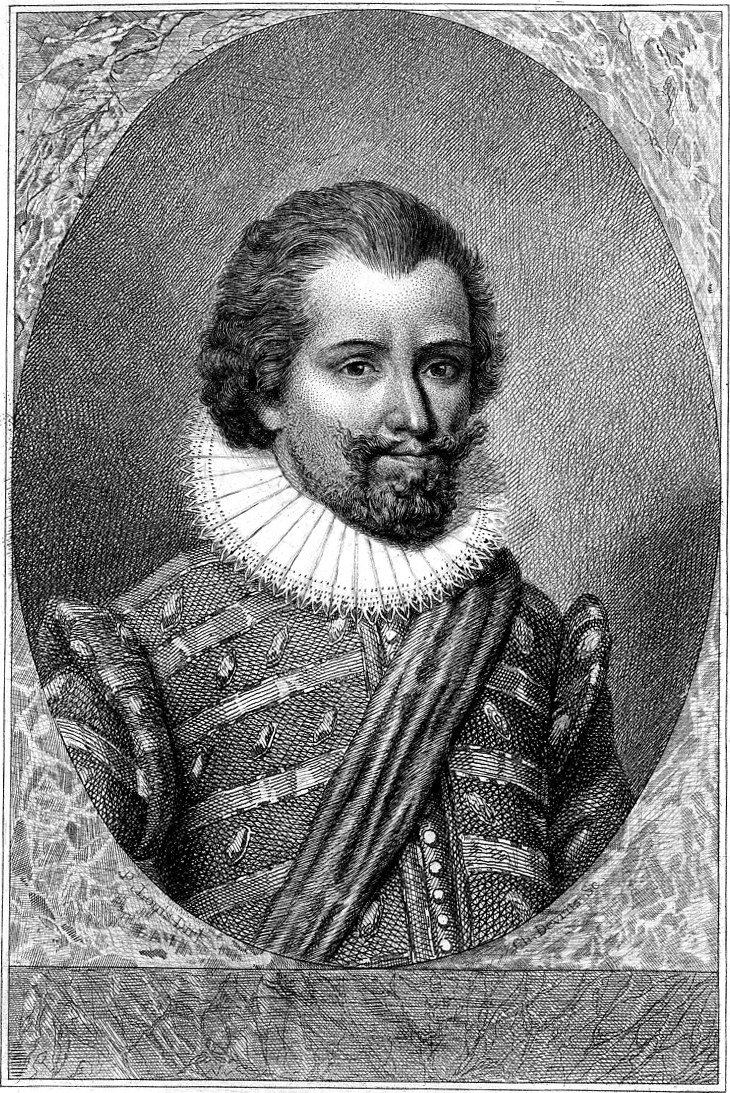
Thomas Sonnet de Courval

## Nés auXVIIesiècle
| Nom                                   | Né(e) en    | Né(e) à               | Mort(e) en | Mort(e) à                      | Langue(s) d'expression | Genre(s) littéraire                                                     |
| ------------------------------------- | ----------- | --------------------- | ---------- | ------------------------------ | ---------------------- | ----------------------------------------------------------------------- |
| Thomas-Gilles Asselin                 | 1684        | Vire                  | 1767       | Issy-les-Moulineaux            | Français               | Poésie                                                                  |
| Marie-Catherine d'Aulnoy              | 1651        | Barneville-la-Bertran | 1705       | Paris                          | Français               | Conte                                                                   |
| Guillaume Amfrye de Chaulieu          | 1639        | Fontenay-en-Vexin     | 1720       | Paris                          | Français               | Poésie                                                                  |
| Isaac de Benserade                    | 1612        | Lyons-la-Forêt        | 1691       | Gentilly                       | Français               | Dramaturgie ; Poésie                                                    |
| Catherine Bernard                     | 1662        | Rouen                 | 1712       | Paris                          | Français               | Dramaturgie ; Roman                                                     |
| Pierre-Corneille Blessebois           | 1646        | Verneuil-sur-Avre     | 1700       | ?                              | Français               | Dramaturgie ; Poésie ; Roman                                            |
| René Boudier                          | 1634        | Alençon               | 1723       | Mantes-la-Jolie                | Français               | Histoire (discipline) ; Poésie ; Traduction                             |
| Henri de Boulainvilliers              | 1658        | Saint-Saire           | 1722       | Paris                          | Français               | Histoire (discipline)                                                   |
| Georges de Brébeuf                    | 1617        | Manche                | 1661       | Venoix (Caen)                  | Français               | Poésie                                                                  |
| Pierre Brumoy                         | 1686        | Rouen                 | 1742       | Paris                          | Français               | Dramaturgie ; Poésie                                                    |
| François de Callières                 | 1645        | Torigni-sur-Vire      | 1717       | Paris                          | Français               | Traité                                                                  |
| Charles-Irénée Castel de Saint-Pierre | 1658        | Saint-Pierre-Église   | 1743       | Paris                          | Français               | Morale ; Philosophie politique                                          |
| Gilles de Caux de Montlebert          | 1682        | Ligneries             | 1733       | Bayeux                         | Français               | Dramaturgie ; Poésie                                                    |
| Antoine Corneille                     | 1611        | Rouen                 | 1657       | Rouen                          | Français               | Poésie                                                                  |
| Pierre Corneille                      | 1606        | Rouen                 | 1684       | Paris                          | Français               | Dramaturgie                                                             |
| Thomas Corneille                      | 1625        | Rouen                 | 1709       | Les Andelys                    | Français               | Dramaturgie                                                             |
| Marthe Cosnard                        | 1614 ?      | Sées ?                | 1660 ?     | Paris                          | Français               | Dramaturgie                                                             |
| Jean-Claude de Croisilles             | 1654        | Caen                  | 1680       | Caen                           | Français               | Philologie                                                              |
| Jean Duhamel                          | 1670-1700 ? | Vire                  | 1735 ?     | ?                              | Français/Latin         | Poésie                                                                  |
| Jean-François Du Resnel du Bellay     | 1692        | Rouen                 | 1761       | Paris                          | Français               | Essai ; Traduction                                                      |
| François Eudes de Mézeray             | 1610        | Ri (Orne)             | 1683       | Paris                          | Français               | Histoire (discipline)                                                   |
| Charles Faucon de Ris                 | 1612        | Normandie             | 1693       | Paris                          | Français               | Poésie                                                                  |
| Antoine Garaby de La Luzerne          | 1617        | Montchaton            | 1679       | L'Isle-Marie                   | Français/Latin         | Morale ; Poésie                                                         |
| Antoine Godeau                        | 1605        | Dreux                 | 1672       | Vence                          | Français               | Hagiographie ; Histoire (discipline) ; Paraphrase ; Poésie ; Traité     |
| Nicolas Gueudeville                   | 1652        | Rouen                 | 1721       | La Haye                        | Français               | Essai ; Histoire (discipline) ; Pamphlet ; Récit de voyage ; Traduction |
| Pierre-François Guyot Desfontaines    | 1685        | Rouen                 | 1745       | Paris                          | Français               | Critique littéraire ; Poésie ; Traduction ; Vulgarisation historique    |
| Pierre-Daniel Huet                    | 1630        | Caen                  | 1721       | Paris                          | Français/Latin         | Mémoires ; Philosophie ; Poésie ; Traduction ; Traité                   |
| Anne de La Roche-Guilhem              | 1644        | Rouen                 | 1710       | Angleterre                     | Français               | Histoire (discipline) ; Roman                                           |
| Anne de La Vigne                      | 1634        | Vernon (Eure)         | 1684       | Paris                          | Français               | Poésie                                                                  |
| Bernard Le Bouyer de Fontenelle       | 1657        | Rouen                 | 1757       | Paris                          | Français               | Dramaturgie ; Philosophie                                               |
| Pierre-Robert Le Cornier de Cideville | 1693        | Rouen                 | 1776       | Paris                          | Français               | Épigramme                                                               |
| Tanneguy Le Fèvre                     | 1615        | Caen                  | 1672       | Saumur                         | Français               | Philologie ; Traduction                                                 |
| Jacques Le Paulmier                   | 1624        | ?                     | 1701       | ?                              | Français               |                                                                         |
| Pierre Le Pesant de Boisguilbert      | 1646        | Rouen                 | 1714       | Rouen                          | Français               |                                                                         |
| Philippe Le Sueur de Petiville        | 1607        | Caen                  | 1657       | Caen                           | Latin                  |                                                                         |
| Michel Le Tellier                     | 1643        | Le Vast               | 1719       | La Flèche                      | Français               |                                                                         |
| Jean Loret                            | 1601 ?      | Carentan              | 1665       | Paris                          | Français               |                                                                         |
| Nicolas Mary                          | 1610 ?      | Rouen                 | 1652       | Angers                         | Français               |                                                                         |
| Mathias Mésange                       | 1693        | Vernon (Eure)         | 1758       | Saint-Germain-des-Prés (Paris) | Français               |                                                                         |
| Jacques Moisant de Brieux             | 1611        | Caen                  | 1674       | Caen                           | Français/Latin         |                                                                         |
| Pierre-Antoine Motteux                | 1663        | Rouen                 | 1718       | Londres                        | Anglais                |                                                                         |
| Françoise de Motteville               | 1615        | Pays de Caux          | 1689       | Paris                          | Français               |                                                                         |
| Anne Mauduit de Fatouville            | 1640-1660 ? | Rouen                 | 1715       | ?                              | Français               |                                                                         |
| Jacques Parrain Des Coutures          | 1645        | Avranches             | 1702       | ?                              | Français               |                                                                         |
| Louis Petit                           | 1615        | Rouen                 | 1693       | Rouen                          | Normand                |                                                                         |
| Charles Porée                         | 1675        | Vendes                | 1741       | Paris                          | Français               |                                                                         |
| Charles-Gabriel Porée                 | 1685        | Caen                  | 1770       | Caen                           | Français               |                                                                         |
| Nicolas Pradon                        | 1632        | Rouen                 | 1698       | Paris                          | Français               |                                                                         |
| François Raguenet                     | 1660 ?      | Rouen                 | 1722       | ?                              | Français               |                                                                         |
| Constantin de Renneville              | 1677        | Caen                  | 1723       | Hesse-Cassel                   | Français               |                                                                         |
| Jean de Rotrou                        | 1609        | Dreux                 | 1650       | Dreux                          | Français               |                                                                         |
| Charles de Saint-Évremond             | 1614        | Saint-Denis-le-Gast   | 1703       | Londres                        | Français               |                                                                         |
| Noël-Étienne Sanadon                  | 1676        | Rouen                 | 1733       | ?                              | Français/Latin         |                                                                         |
| Jean-François Sarrasin                | 1614 ?      | Hermanville           | 1654       | Pézenas                        | Français/Latin         |                                                                         |
| Jean Regnault de Segrais              | 1624        | Caen                  | 1701       | Caen                           | Français               |                                                                         |
| Georges de Scudéry                    | 1601        | Le Havre              | 1667       | Paris                          | Français               |                                                                         |
| Madeleine de Scudéry                  | 1607        | Le Havre              | 1701       | Paris                          | Français               |                                                                         |
| Marie-Catherine de Villedieu          | 1640        | Alençon               | 1683       | Saint-Rémy-du-Val              | Français               |                                                                         |

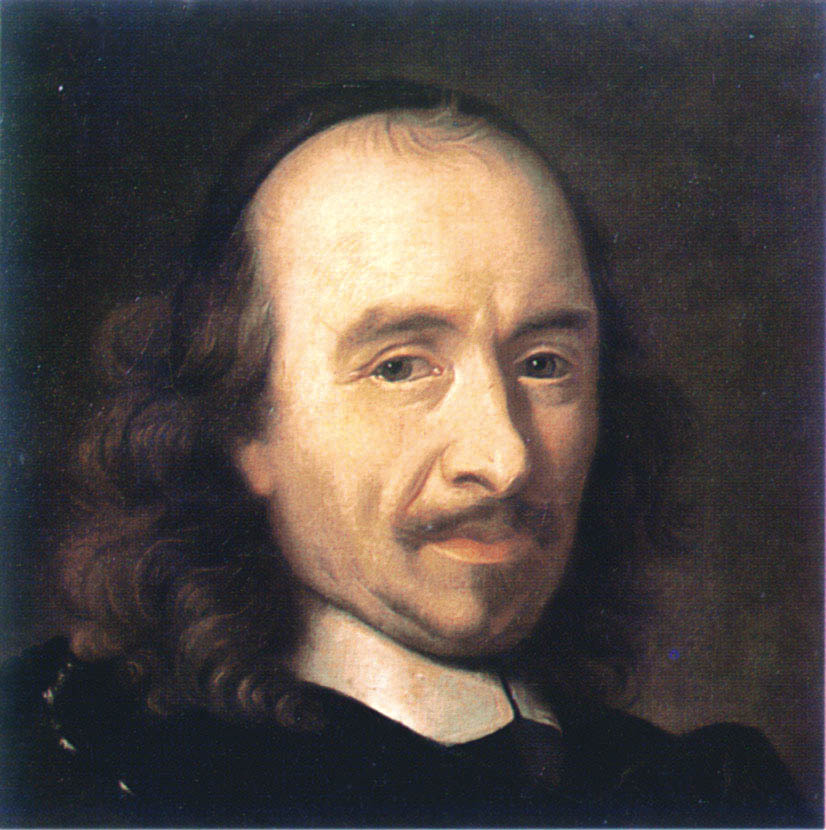
Pierre Corneille
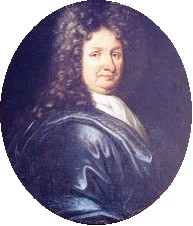
Jean Regnault de Segrais
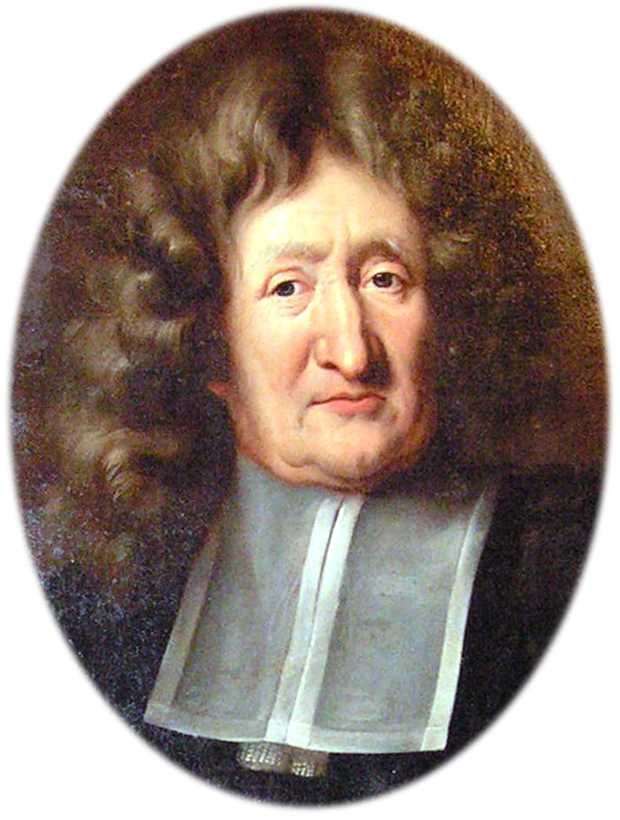
Thomas Corneille
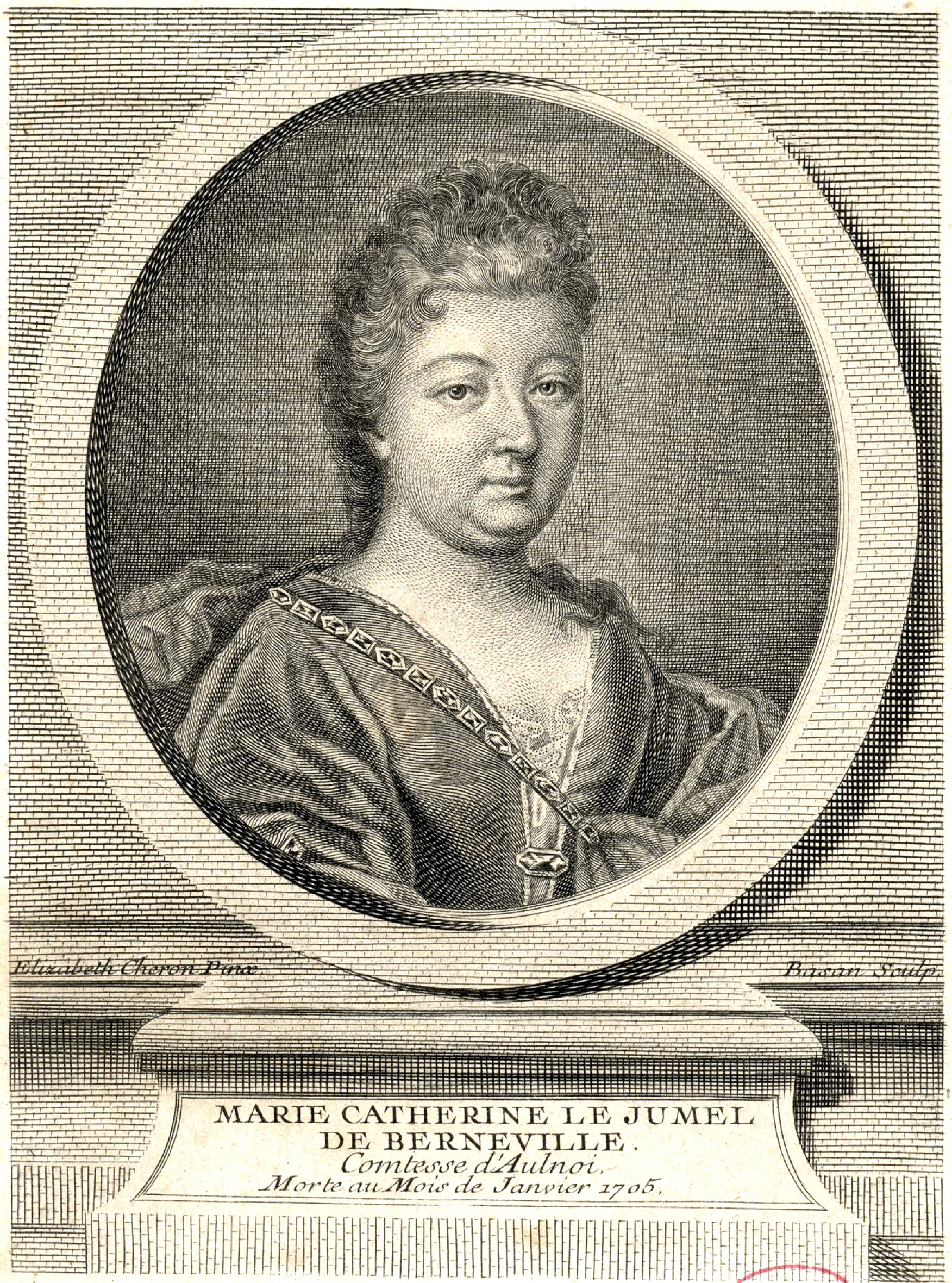
Marie-Catherine d'Aulnoy
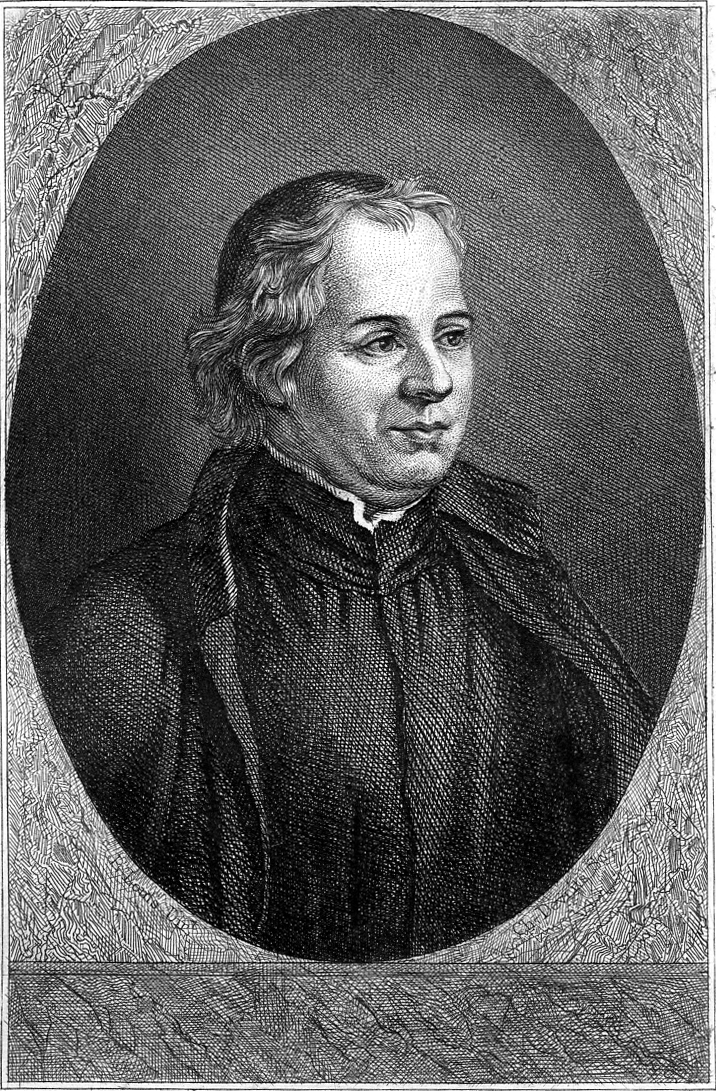
Noël-Étienne Sanadon

## Nés auXVIIIesiècle

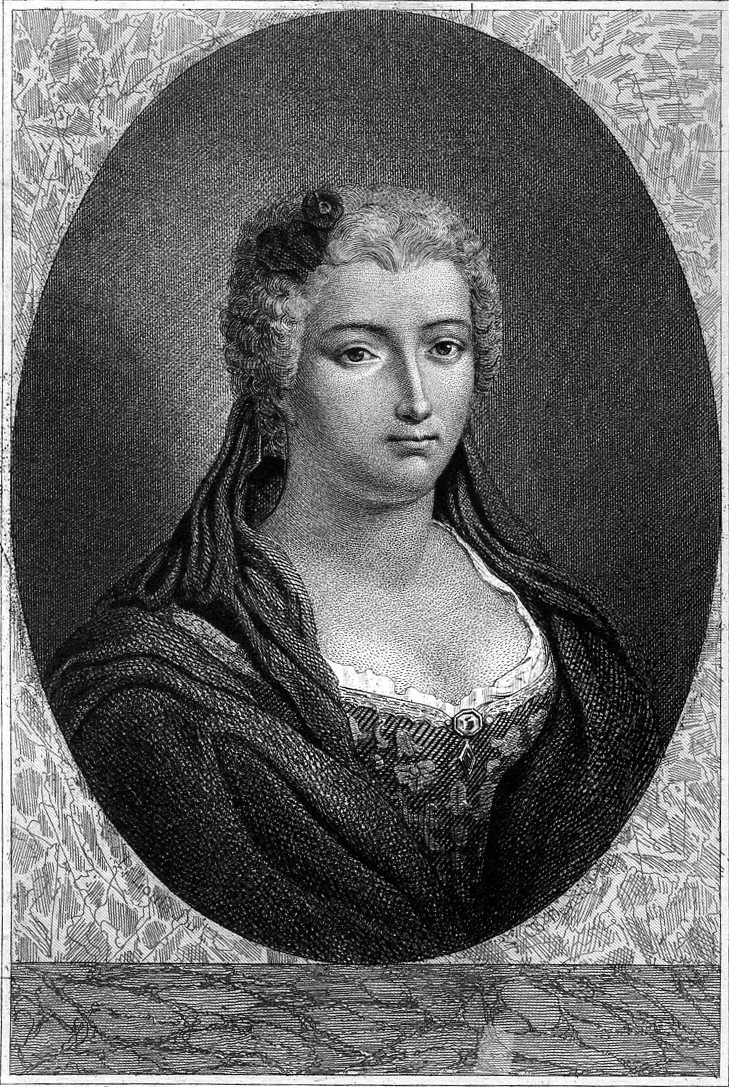
Louise Levesque

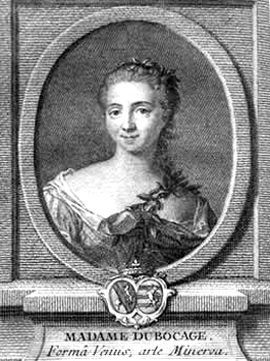
Anne-Marie du Boccage

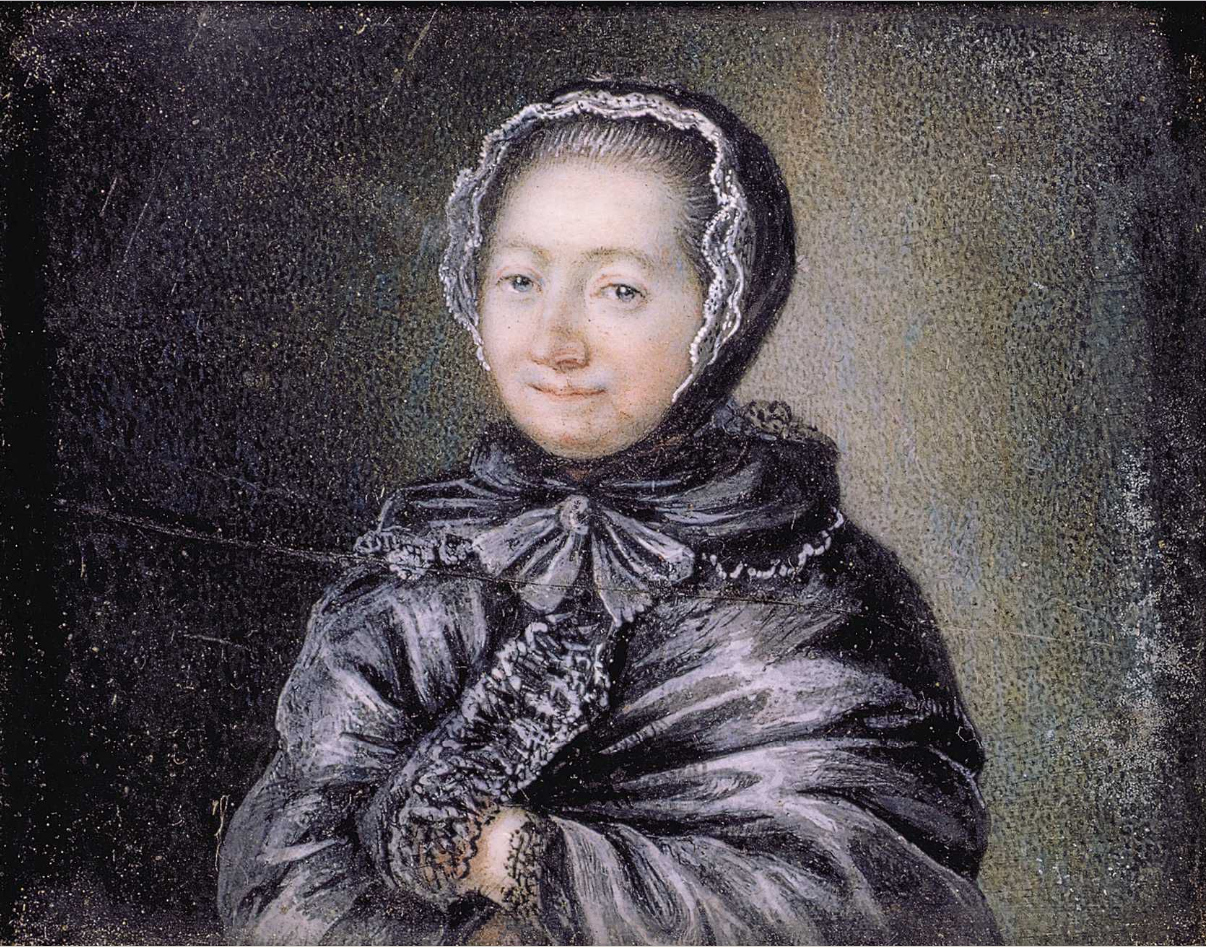
Jeanne-Marie Leprince de Beaumont

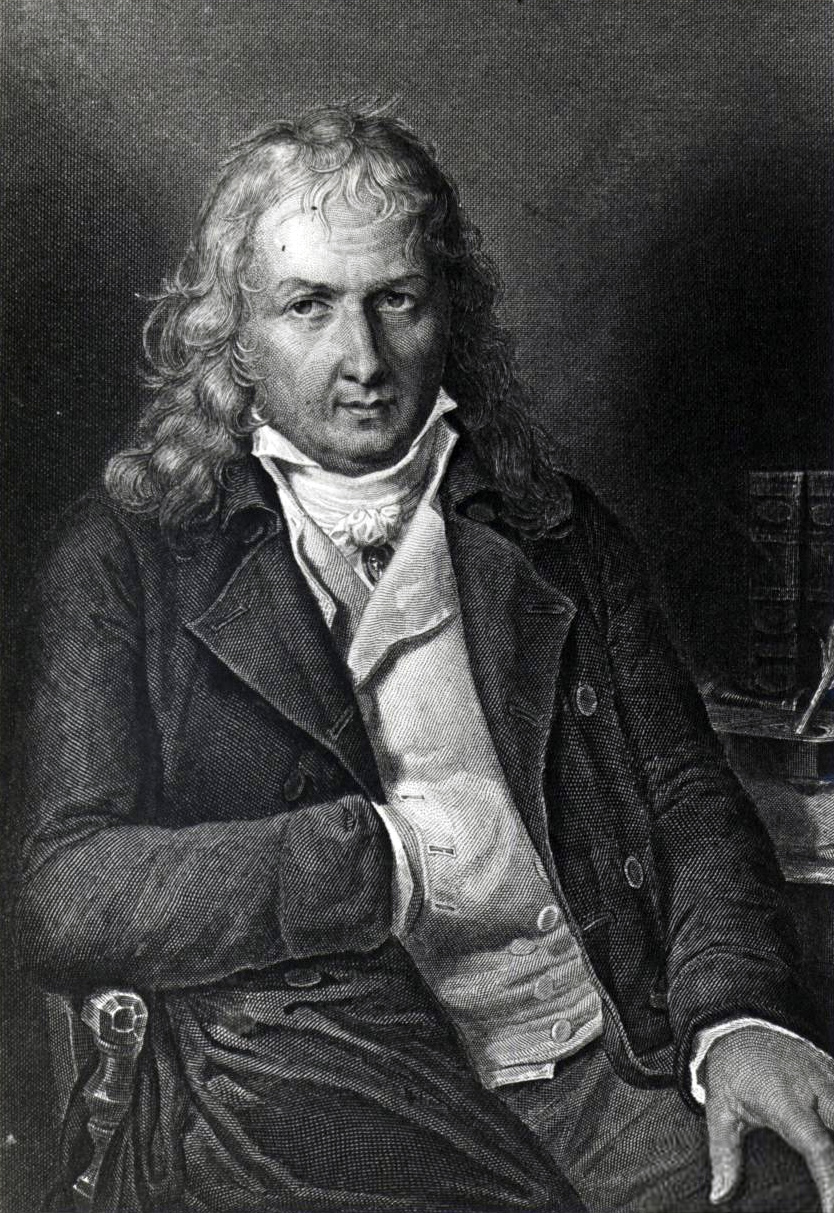
Jacques-Henri Bernardin de Saint-Pierre

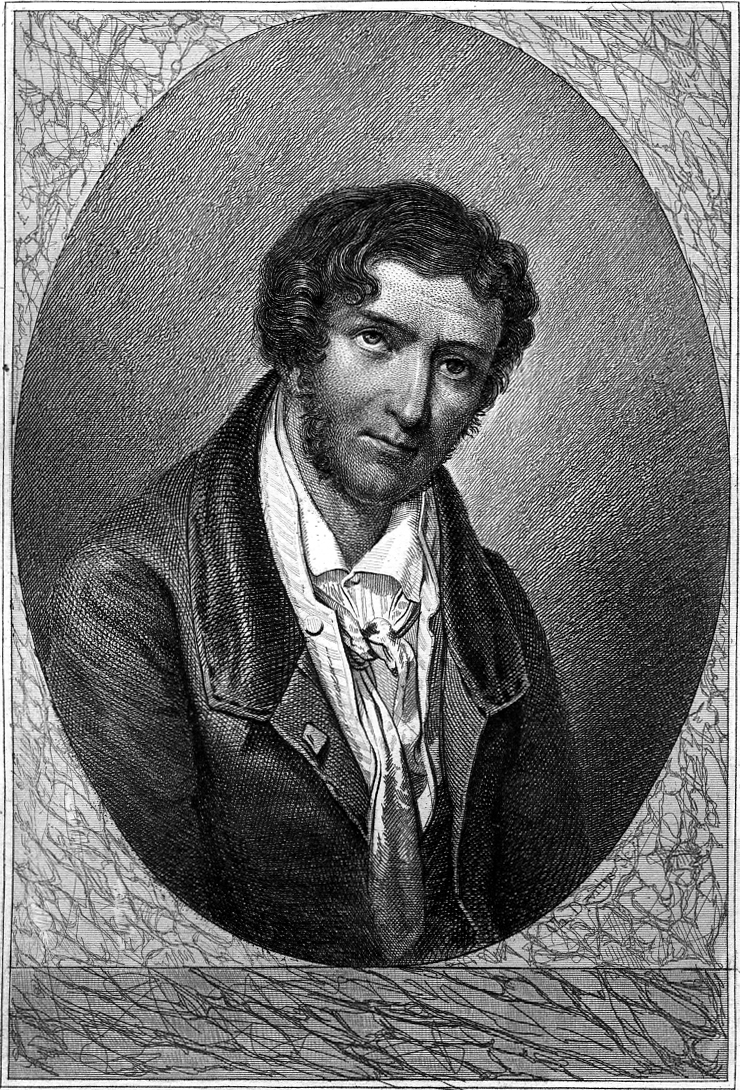
Charles-Julien Lioult de Chênedollé

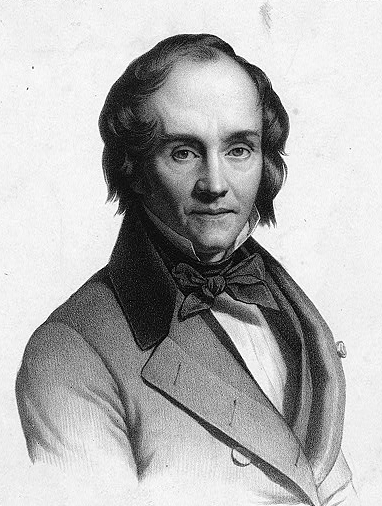
Casimir Delavigne

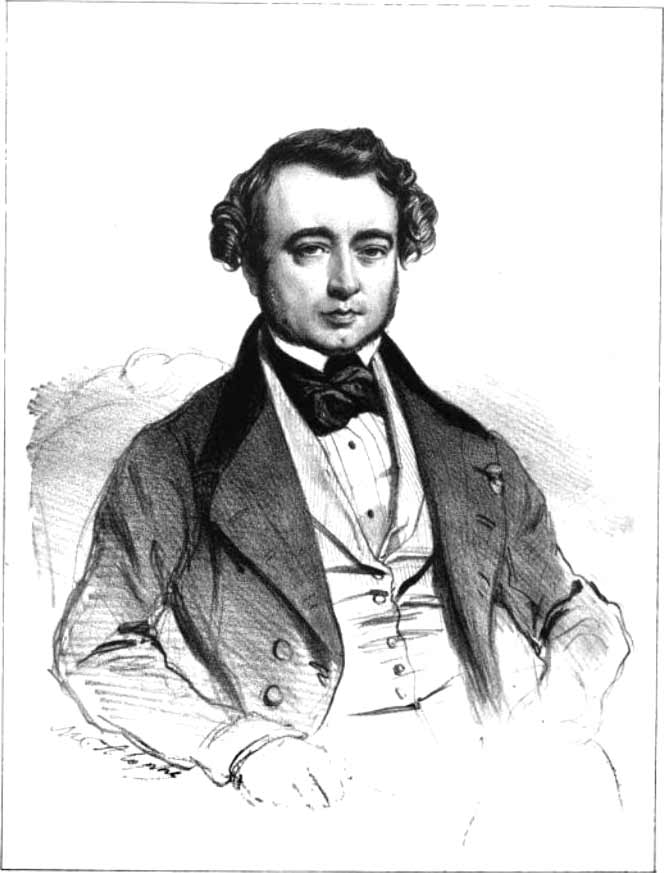
Jacques-François Ancelot

| Nom                                        | Né(e) en    | Né(e) à                   | Mort(e) en  | Mort(e) à                | Langue(s) d'expression |
| ------------------------------------------ | ----------- | ------------------------- | ----------- | ------------------------ | ---------------------- |
| Jacques-François Ancelot                   | 1794        | Le Havre                  | 1854        | Paris                    | Français               |
| Édouard d'Anglemont                        | 1798        | Pont-Audemer              | 1876        | Paris                    | Français               |
| Bernardin Anquetil                         | 1750        | Mandeville-en-Bessin      | 1826        | Mandeville-en-Bessin     | Normand                |
| Jacques-Charles Bailleul                   | 1762        | Bretteville-du-Grand-Caux | 1843        | Paris                    | Français               |
| Jacques-Henri Bernardin de Saint-Pierre    | 1737        | Le Havre                  | 1814        | Éragny                   | Français               |
| Anne-Marie du Boccage                      | 1710        | Rouen                     | 1802        | Paris                    | Français               |
| Jean-François Boisard                      | 1762        | Caen                      | 1821        | ?                        | Français               |
| Jean-Jacques Boisard                       | 1744        | Caen                      | 1833        | Caen                     | Français               |
| Nicolas de Bonneville                      | 1760        | Évreux                    | 1828        | Paris                    | Français               |
| Borel                                      | 1710-1730 ? | Rouen ?                   | 1787-1800 ? | ?                        | Français               |
| Jean-Louis Burnouf                         | 1775        | Urville (Manche)          | 1844        | Paris                    | Français               |
| Armand Carrel                              | 1800        | Rouen                     | 1836        | Saint-Mandé              | Français               |
| Jean Castaing                              | 1720-1760 ? | Alençon                   | 1797        | Alençon                  | Français               |
| René Castel                                | 1758        | Vire                      | 1832        | ?                        | Français               |
| Claude-Nicolas Chatillon                   | 1776        | Rouen                     | 1826        | Paris                    | Français               |
| Jacques Clinchamps de Malfilâtre           | 1732        | Caen                      | 1767        | Paris                    | Français               |
| Jean-Baptiste Cousin de Grainville         | 1746        | Le Havre                  | 1805        | Amiens                   | Français               |
| Bon-Joseph Dacier                          | 1742        | Valognes                  | 1833        | Paris                    | Français               |
| Jean-François Delacroix                    | 1753        | Pont-Audemer              | 1794        | Paris                    | Français               |
| Casimir Delavigne                          | 1793        | Le Havre                  | 1843        | Lyon                     | Français               |
| Germain Delavigne                          | 1790        | Giverny                   | 1868        | Montmorency              | Français               |
| Desfontaines-Lavallée                      | 1733        | Caen                      | 1825        | Paris                    | Français               |
| Louis-Gabriel Du Buat-Nançay               | 1732        | près de Livarot           | 1787        | Nançay                   | Français               |
| Georges Duval                              | 1777        | près de Valognes          | 1853        | Paris                    | Français               |
| Prosper Duvergier de Hauranne              | 1798        | Rouen                     | 1881        | Herry                    | Français               |
| Anne-Louise Élie de Beaumont               | 1729        | Caen                      | 1783        | Paris                    | Français               |
| Pierre-Joseph Fiquet du Boccage            | 1697        | Rouen                     | 1767        | Rouen                    | Français               |
| Marie-Pierre Fontaine                      | 1712        | Rouen                     | 1775        | ?                        | Français               |
| Nicolas-Étienne Framery                    | 1745        | Rouen                     | 1810        | Paris                    | Français               |
| Édouard Frère                              | 1797        | Rouen                     | 1874        | Rouen                    | Français               |
| Fulgence Fresnel                           | 1795        | Mathieu (Calvados)        | 1855        | Bagdad                   | Français               |
| François-Louis Gand Le Bland Du Roullet    | 1732        | Normanville (Eure)        | 1786        | Paris                    | Français               |
| Jean-Baptiste-Christophe Grainville        | 1760        | Lisieux                   | 1805        | ?                        | Français               |
| Pierre-Antoine Guéroult                    | 1749        | Rouen                     | 1816        | ?                        | Français               |
| Pierre-Claude-Bernard Guéroult             | 1744        | Rouen                     | 1821        | Paris                    | Français               |
| Ulric Guttinguer                           | 1787        | Rouen                     | 1866        | ?                        | Français               |
| Jean-Baptiste Haillet de Couronne          | 1728        | Rouen                     | 1810        | Paris                    | Français               |
| Charles Jean Harel                         | 1789        | Rouen                     | 1846        | Paris                    | Français               |
| Farin de Hautemer                          | 1700 ?      | Rouen                     | 1770        | Rouen                    | Français               |
| Nicolas Lalleman                           | 1764        | Vire                      | 1814        | Laval                    | Français               |
| Xavier-Félix Lallemant                     | 1729        | Rouen                     | 1810        | Rouen                    | Français               |
| Grégoire-Jacques Lange                     | 1754        | Mortagne-au-Perche        | 1840        | Caen                     | Français               |
| François-Joseph Lange de La Maltière       | 1730 ?      | Rouen                     | 1807        | ?                        | Français               |
| Isidore Langlois                           | 1770        | Rouen                     | 1808        | Paris                    | Français               |
| Antoine Le Bailly                          | 1756        | Caen                      | 1832        | Paris                    | Français               |
| Jean-Jacques Le Barbier                    | 1738        | Rouen                     | 1826        | Paris                    | Français               |
| Jean-Louis Le Barbier                      | 1743        | Rouen                     | 1805        | Paris                    | Français               |
| Guillaume-René Lefébure                    | 1744        | Sainte-Croix-sur-Orne     | 1809        | Augsbourg                | Français               |
| Désiré-François Le Filleul Des Guerrots    | 1778        | Heugleville-sur-Scie      | 1857        | Heugleville-sur-Scie     | Français               |
| Matthew Le Geyt                            | 1777        | Saint-Hélier              | 1849        | Paris                    | Normand                |
| Marie Le Masson Le Golft                   | 1749        | Le Havre                  | 1826        | Rouen                    | Français               |
| Marie-Anne Lenormand                       | 1772        | Alençon                   | 1843        | Paris                    | Français               |
| François Le Prévost d'Exmes                | 1729        | Exmes                     | 1799        | Paris                    | Normand                |
| Chrétien-Siméon Le Prévost d’Iray          | 1768        | Irai                      | 1849        | Irai                     | Normand                |
| Jeanne-Marie Leprince de Beaumont          | 1711        | Rouen                     | 1780        | Chavanod                 | Français               |
| Robert-Martin Lesuire                      | 1737        | Rouen                     | 1815        | Paris                    | Français               |
| Pierre Letourneur                          | 1737        | Valognes                  | 1788        | Paris                    | Français               |
| Jérôme-Balthasar Levée                     | 1769        | Le Havre                  | 1835        | Paris                    | Français               |
| Louise Levesque                            | 1703        | Rouen                     | 1745        | Paris                    | Français               |
| Théodore Licquet                           | 1787        | Caudebec-en-Caux          | 1832        | Rouen                    | Français               |
| Charles-Julien Lioult de Chênedollé        | 1769        | Vire                      | 1833        | Burcy (Calvados)         | Français               |
| Gervais-François Magné de Marolles         | 1727        | Tourouvre                 | 1792        | Paris                    | Français               |
| Jean-Henri Maubert de Gouvest              | 1721        | Rouen                     | 1767        | Altona                   | Français               |
| Pierre Maurey d'Orville                    | 1763        | Sées                      | 1832        | Sées                     | Français               |
| Léonor Mérimée                             | 1757        | Broglie (Eure)            | 1836        | Paris                    | Français               |
| Georges Métivier                           | 1790        | Saint-Pierre-Port         | 1881        | Saint-Martin (Guernesey) | Normand                |
| Jean-Baptiste de Milcent                   | 1747        | Paris                     | 1833        | Paris                    | Français               |
| Edmond Mordret                             | 1787        | Pont-de-l'Arche           | 1856        | Évreux                   | Français               |
| Georges-Jean Mouchet                       | 1737        | Darnétal                  | 1807        | Paris                    | Français               |
| Adrien Pasquier                            | 1744        | Rouen                     | 1819        | Rouen                    | Français               |
| Pierre Périaux                             | 1761        | Asnières (Eure)           | 1836        | Rouen                    | Français               |
| Delphine Philippe-Lemaître                 | 1798        | Pont-Audemer              | 1863        | Illeville-sur-Montfort   | Français               |
| Pierre-Charles-François Porquet            | 1728        | Vire                      | 1796        | Paris                    | Français               |
| François Pouqueville                       | 1770        | Le Merlerault             | 1838        | Paris                    | Français               |
| Sophie de Renneville                       | 1772        | Caen                      | 1822        | Paris                    | Français               |
| J. Hector St John de Crèvecoeur            | 1735        | Caen                      | 1813        | Sarcelles                | Français/Anglais       |
| Louis-Eugène Sevaistre                     | 1787        | ?                         | 1865        | ?                        | Français               |
| Léon Thiessé                               | 1793        | Rouen                     | 1854        | Paris                    | Français               |
| Charles-François Tiphaigne de La Roche     | 1722        | Montebourg                | 1774        | Montebourg               | Français               |
| Jacques-François-Marie Vieilh de Boisjolin | 1761        | Alençon                   | 1841        | Auteuil                  | Français               |
| Pierre-Ange Vieillard                      | 1778        | Rouen                     | 1862        | Paris                    | Français               |
| Jean-Thomas Voisin-La-Hougue               | 1717        | Cherbourg                 | 1773        | ?                        | Français               |
| Antoine Yart                               | 1710        | Rouen                     | 1791        | Saussay                  | Français               |

## Nés auXIXesiècle

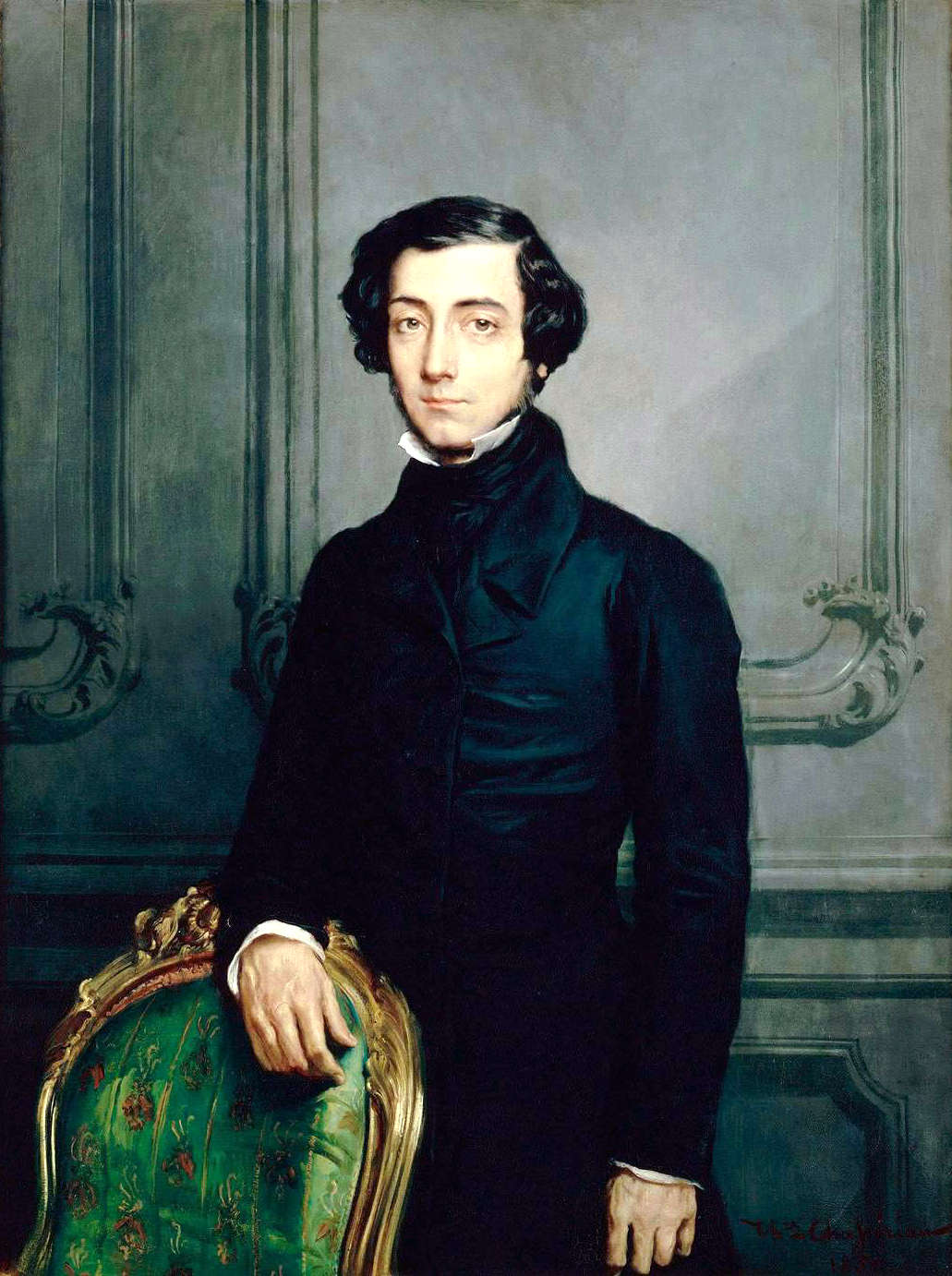
Alexis de Tocqueville

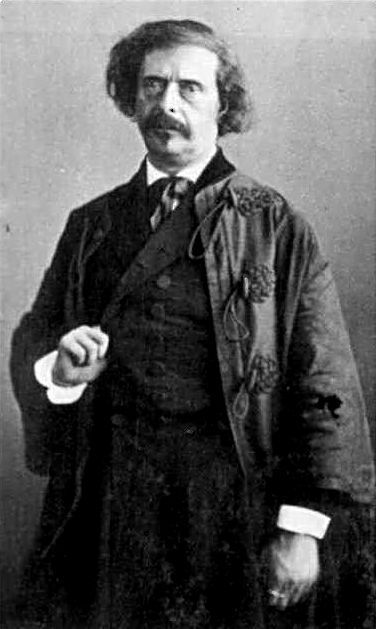
Jules Barbey d’Aurevilly

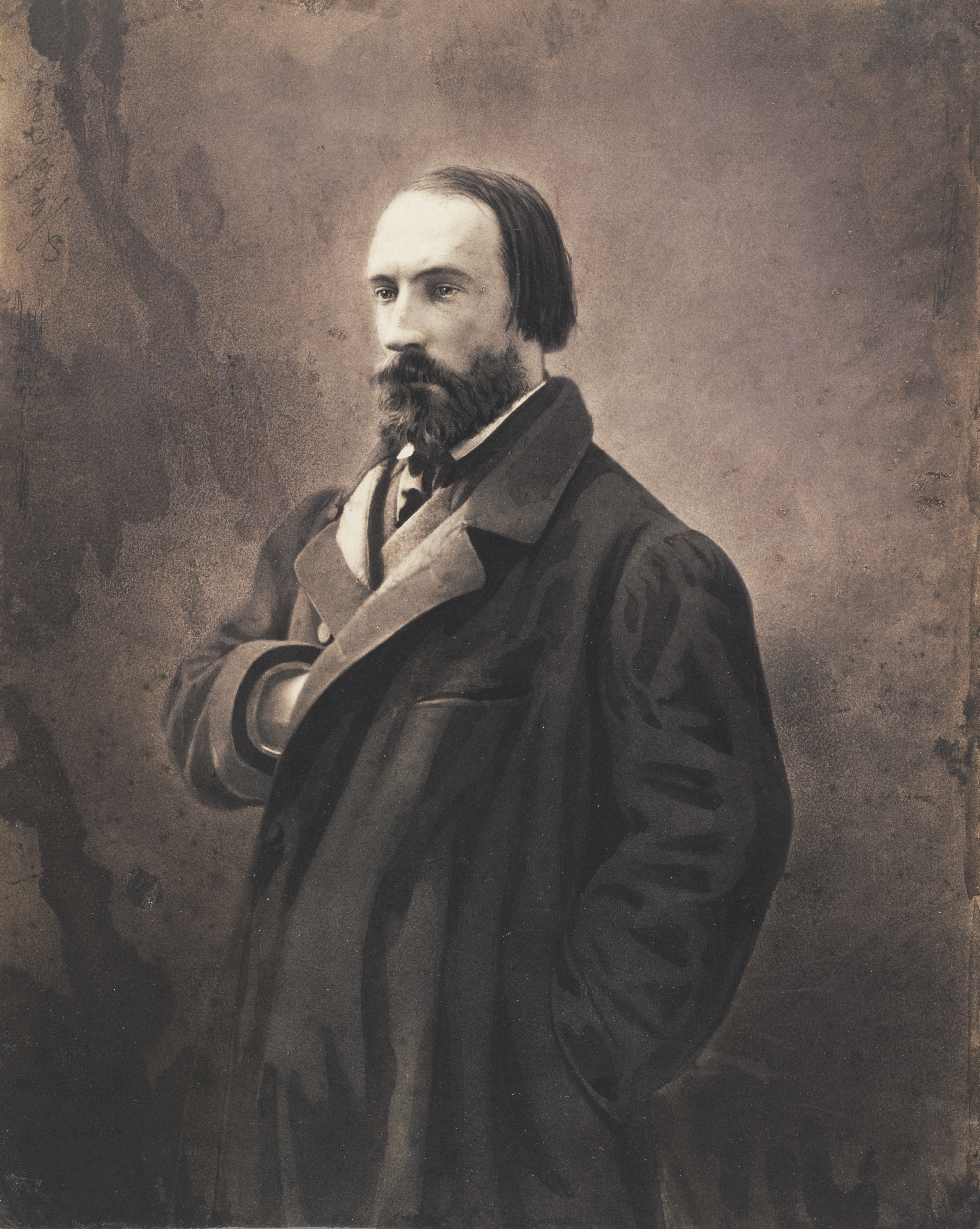
Auguste Vacquerie

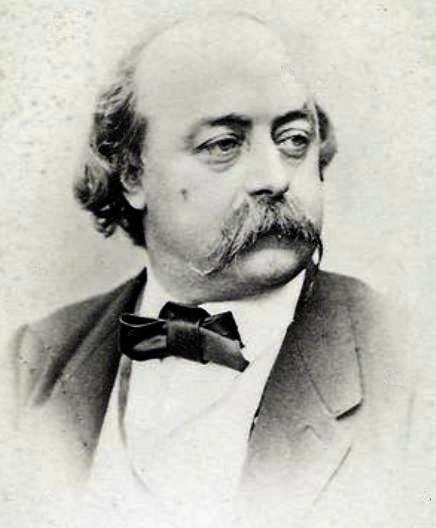
Gustave Flaubert

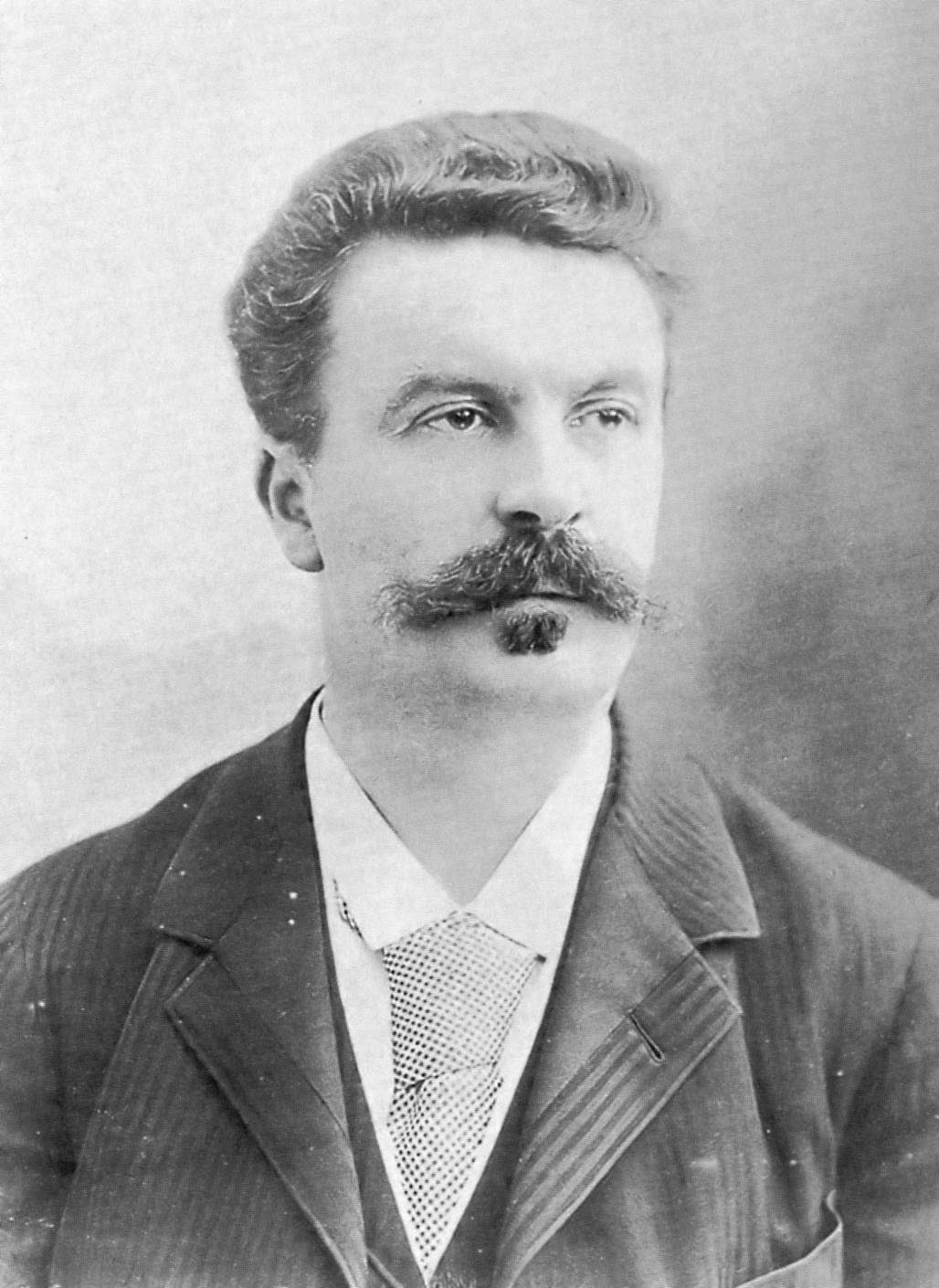
Guy de Maupassant

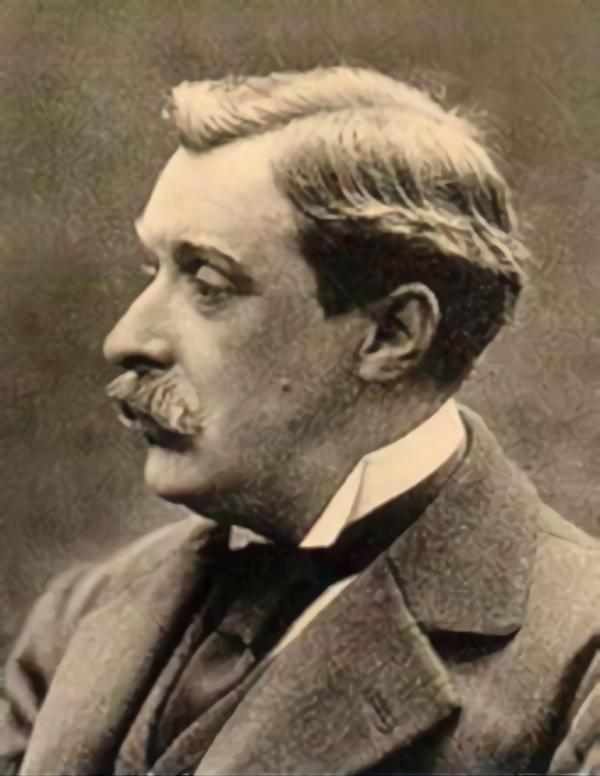
Alphonse Allais

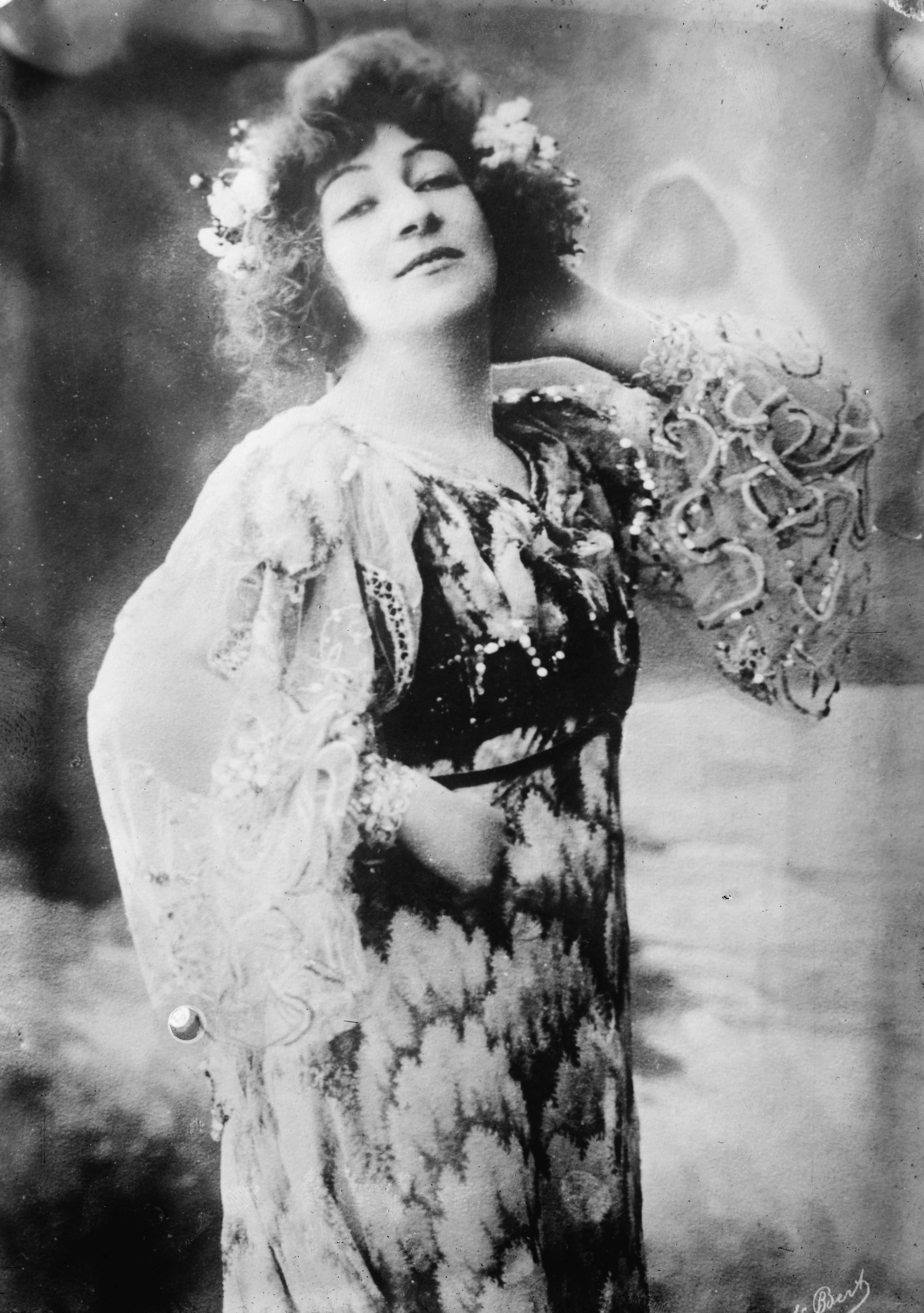
Georgette Leblanc

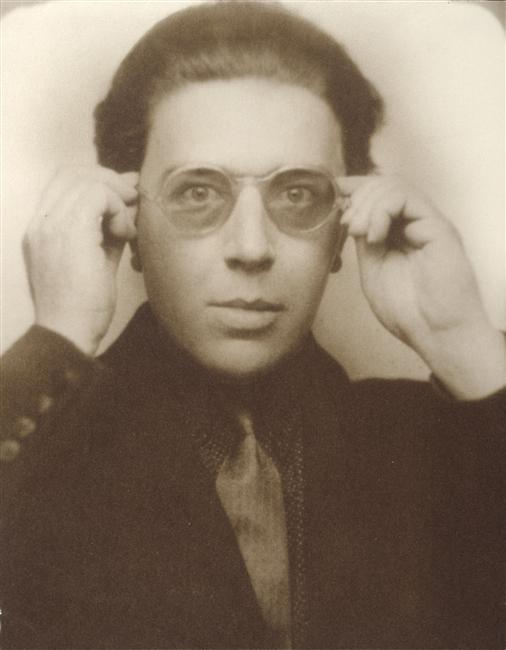
André Breton

| Nom                                      | Né(e) en | Né(e) à                  | Mort(e) en  | Mort(e) à                   | Langue(s) d'expression   |
| ---------------------------------------- | -------- | ------------------------ | ----------- | --------------------------- | ------------------------ |
| Alain                                    | 1868     | Mortagne-au-Perche       | 1951        | Le Vésinet                  | Français                 |
| Armand Albert-Petit                      | 1860     | Gasny                    | 1939        | Heudreville-sur-Eure        | Français                 |
| Alphonse Allais                          | 1854     | Honfleur                 | 1905        | Paris                       | Français                 |
| Théodore Bachelet                        | 1820     | Pissy-Pôville            | 1879        | Rouen                       | Français                 |
| Amable Bapaume                           | 1825     | Yvetot                   | 1895        | Paris                       | Français                 |
| Louis-Henri Baratte                      | 1803     | Criquetot-l'Esneval      | 1847-1880 ? | ?                           | Français                 |
| Jules Barbey d’Aurevilly                 | 1808     | Saint-Sauveur-le-Vicomte | 1889        | Paris                       | Français                 |
| Germaine Beaumont                        | 1890     | Petit-Couronne           | 1983        | Montfort-l'Amaury           | Français                 |
| Gabriel Benoist                          | 1891     | Gournay-en-Bray          | 1964        | Rouen                       | Normand                  |
| Frédéric Bérat                           | 1801     | Rouen                    | 1855        | Paris                       | Français                 |
| Louis Beuve                              | 1869     | Quettreville-sur-Sienne  | 1949        | Quettreville-sur-Sienne     | Normand                  |
| Charles Birette                          | 1878     | Montfarville             | 1941        | Dinan                       | Français/Normand         |
| Prosper Blanchemain                      | 1816     | Rouen                    | 1879        | ?                           | Français                 |
| Amélie Bosquet                           | 1815     | Rouen                    | 1904        | Neuilly-sur-Seine           | Français                 |
| Louis-Hyacinthe Bouilhet                 | 1822     | Cany                     | 1869        | Rouen                       | Français                 |
| Elphège Boursin                          | 1836     | Falaise                  | 1891        | Paris                       | Français                 |
| André Breton                             | 1896     | Tinchebray               | 1966        | Paris                       | Français                 |
| Allyre Bureau                            | 1810     | Cherbourg                | 1859        | Texas                       | Français                 |
| Charles Canivet                          | 1839     | Valognes                 | 1911        | Valognes                    | Français                 |
| George William de Carteret               | 1869     | Saint-Pierre (Jersey)    | 1940        | ?                           | Normand                  |
| Camille Cé                               | 1878     | Rouen                    | 1959        | Paris                       | Français                 |
| Hyacinthe de Charencey                   | 1832     | Paris                    | 1916        | Saint-Maurice-lès-Charencey | Français                 |
| Charles-Philippe de Chennevières-Pointel | 1820     | Falaise                  | 1899        | Paris                       | Français                 |
| Ernest Chesneau                          | 1833     | Rouen                    | 1890        | Paris                       | Français                 |
| Denys Corbet                             | 1826     | Guernesey                | 1910        | ?                           | Normand                  |
| Lucie Delarue-Mardrus                    | 1874     | Honfleur                 | 1945        | Château-Gontier             | Français                 |
| Gaston Demongé                           | 1888     | ?                        | 1973        | Fécamp                      | Normand                  |
| Georges Desdevises Du Dézert             | 1854     | Lessay                   | 1942        | Chamalières                 | Français                 |
| Gustave Desnoiresterres                  | 1817     | Bayeux                   | 1892        | Bayeux                      | Français                 |
| Jean-Baptiste Auguste Digard de Lousta   | 1803     | Saint-Germain-des-Vaux   | 1879        | Cherbourg                   | Français                 |
| Jean Dorey                               | 1831     | Saint-Hélier             | 1872        | ?                           | Normand/Français/Anglais |
| Fortuné du Boisgobey                     | 1821     | Granville                | 1891        | Paris                       | Français                 |
| Georges Dubosc                           | 1854     | Rouen                    | 1927        | Rouen                       | Français                 |
| Edelestand du Méril                      | 1801     | Valognes                 | 1871        | Passy                       | Français                 |
| François Énault                          | 1869     | Varenguebec              | 1918        | ?                           | Français/Normand         |
| Henri Ermice                             | 1870     | Saint-Germain-sur-Ay     | 1958        | ?                           | Normand                  |
| Octave Feuillet                          | 1821     | Saint-Lô                 | 1890        | Paris                       | Français                 |
| Valérie Feuillet                         | 1832     | Saint-Lô                 | 1906        | ?                           | Français                 |
| Gustave Flaubert                         | 1821     | Rouen                    | 1880        | Croisset                    | Français                 |
| Robert de Flers                          | 1872     | Pont-l’Évêque            | 1927        | Vittel                      | Français                 |
| Louis Forton                             | 1879     | Sées                     | 1934        | Saint Germain en Laye       | Français                 |
| Aristide Frémine                         | 1837     | Bricquebec               | 1897        | Issy-les-Moulineaux         | Français                 |
| Charles Frémine                          | 1841     | Villedieu-les-Poêles     | 1906        | Paris                       | Français                 |
| Arnould Galopin                          | 1863     | Marbeuf                  | 1934        | Paris                       | Français                 |
| Léon Gautier                             | 1832     | Le Havre                 | 1897        | Paris                       | Français                 |
| Fulgence Girard                          | 1807     | Granville                | 1873        | Bacilly                     | Français                 |
| Albert Glatigny                          | 1839     | Lillebonne               | 1873        | Sèvres                      | Français                 |
| Louis Gouget                             | 1877     | ?                        | 1915        | ?                           | Normand                  |
| Remy de Gourmont                         | 1858     | Bazoches-au-Houlme       | 1915        | Paris                       | Français                 |
| Octave Gréard                            | 1828     | Vire                     | 1904        | ?                           | Français                 |
| Georges Grente                           | 1872     | Guernesey ?              | 1959        | Guernesey ?                 | Français                 |
| Thomas Alfred Grut                       | 1852     | Percy                    | 1933        | Le Mans                     | Normand                  |
| Paul Harel                               | 1854     | Échauffour               | 1927        | Échauffour ?                | Français                 |
| Rose Harel                               | 1826     | Bellou-en-Houlme         | 1885        | Lisieux                     | Français                 |
| Louise Hervieu                           | 1878     | Alençon                  | 1954        | Versailles                  | Français                 |
| Mathilde Jacob                           | 1848     | ?                        | 1928        | Bréhal                      | Français                 |
| Charles Joret                            | 1829     | Formigny                 | 1914        | Paris                       | Français                 |
| Philippe Langlois                        | 1817     | ?                        | 1884        | ?                           | Normand                  |
| Charles Lautour-Mézeray                  | 1801     | Argentan                 | 1861        | Argentan                    | Français                 |
| Gaston Lavalley                          | 1834     | Vouilly                  | 1922        | ?                           | Français                 |
| Jean de La Varende                       | 1887     | Chamblac                 | 1959        | Paris                       | Français                 |
| Armand Lebailly                          | 1838     | Gavray                   | 1864        | Paris                       | Français                 |
| Georgette Leblanc                        | 1875     | Rouen                    | 1941        | Le Cannet                   | Français                 |
| Maurice Leblanc                          | 1864     | Rouen                    | 1941        | Perpignan                   | Français                 |
| Charles Le Boulanger                     | 1880     | Cerisy-la-Salle          | 1929        | Touques                     | Normand                  |
| Théodore-Éloi Lebreton                   | 1803     | Rouen                    | 1883        | Rouen                       | Français                 |
| Edward Le Brocq                          | 1877     | Saint-Pierre (Jersey)    | 1964        | ?                           | Normand                  |
| Adhémar Leclère                          | 1853     | Alençon                  | 1917        | Alençon                     | Français                 |
| George Francis Le Feuvre                 | 1891     | Saint-Ouen               | 1984        | San Antonio                 | Normand                  |
| Marie-Louise Lefèvre-Deumier             | 1822     | Argentan                 | 1877        | Paris                       | Français                 |
| Augustus Asplet Le Gros                  | 1840     | Saint-Hélier             | 1877        | ?                           | Normand                  |
| Charles Lemaître                         | 1854     | Saint-Georges-d'Aunay    | 1928        | Caen                        | Normand                  |
| Jules Romain Le Monnier                  | 1870     | Flers (Orne)             | 1941        | Mantilly                    | Français                 |
| Tam Lenfestey                            | 1818     | ?                        | 1885        | ?                           | Normand                  |
| Bon Prosper Lepesqueur                   | 1846     | Digulleville             | 1921        | Cherbourg                   | Normand                  |
| Alfred Le Poittevin                      | 1816     | Boos (Seine-Maritime)    | 1848        | La Neuville-Chant-d'Oisel   | Français                 |
| Gaston Le Révérend                       | 1885     | Saint-Paul-de-Courtonne  | 1962        | Villiers-le-Sec (Calvados)  | Français/Normand         |
| Gustave Le Rouge                         | 1867     | Valognes                 | 1938        | Paris                       | Français                 |
| Anatole Leroy-Beaulieu                   | 1842     | Lisieux                  | 1912        | Paris                       | Français                 |
| Maurice Lesieutre                        | 1879     | Le Havre                 | 1975        | Paris                       | Normand                  |
| Philippe Le Sueur Mourant                | 1848     | Jersey                   | 1918        | ?                           | Normand                  |
| Jules Levallois                          | 1829     | Rouen                    | 1903        | Pontaubault                 | Français                 |
| Joseph L'Hopital                         | 1854     | ?                        | 1930        | ?                           | Français                 |
| Gustave Le Vavasseur                     | 1819     | Argentan                 | 1896        | La Lande-de-Lougé           | Français                 |
| Louis Liard                              | 1846     | Falaise (Calvados)       | 1917        | Paris                       | Français                 |
| Eugène de Lonlay                         | 1815     | Argentan                 | 1866        | ?                           | Français                 |
| Jean Lorrain                             | 1855     | Fécamp                   | 1906        | Paris                       | Français                 |
| Edwin John Luce                          | 1881     | Saint-Laurent (Jersey)   | 1918        | ?                           | Normand                  |
| Philippe William Luce                    | 1882     | Saint-Laurent (Jersey)   | 1966        | Vancouver                   | Normand                  |
| Octave Maillot                           | 1860     | Frênes                   | 1949        | Frênes                      | Normand                  |
| Hector Malot                             | 1830     | La Bouille               | 1907        | Fontenay-sous-Bois          | Français                 |
| Thomas Henry Mahy                        | 1862     | Guernesey ?              | 1936        | Guernesey                   | Normand                  |
| Émile Masqueray                          | 1843     | Rouen                    | 1894        | Saint-Étienne-du-Rouvray    | Français                 |
| Guy de Maupassant                        | 1850     | Tourville-sur-Arques     | 1893        | Paris                       | Français                 |
| André Maurois                            | 1885     | Elbeuf                   | 1967        | Neuilly-sur-Seine           | Français                 |
| Joachim Menant                           | 1820     | Cherbourg                | 1899        | Paris                       | Français                 |
| Raymond Mensire                          | 1889     | Doudeville               | 1964        | Doudeville                  | Français                 |
| Charles Mérouvel                         | 1832     | L'Aigle                  | 1920        | Mortagne-au-Perche          | Français                 |
| Octave Mirbeau                           | 1848     | Trévières                | 1917        | Paris                       | Français                 |
| Eugène Mordret                           | 1830     | Gisors                   | 1856        | Évreux                      | Français                 |
| Charles Nicolle                          | 1866     | Rouen                    | 1936        | Tunis                       | Français                 |
| Alfred Noël                              | 1883     | Valognes                 | 1918        | Valognes                    | Français/Normand         |
| Eugène Noël                              | 1816     | Rouen                    | 1899        | Bois-Guillaume              | Français                 |
| Georges Normandy                         | 1882     | Fécamp                   | 1946        | ?                           | Français                 |
| Jean-Baptiste Pasturel                   | 1896     | Périers ?                | 1962        | Périers                     | Français/Normand         |
| Nicétas Périaux                          | 1801     | Rouen                    | 1877        | Rouen                       | Français                 |
| Robert Pipon Marett                      | 1820     | Saint-Pierre             | 1884        | Saint-Brélade               | Normand                  |
| Marie Ravenel                            | 1811     | Réthoville               | 1893        | Fermanville                 | Français                 |
| Henri de Régnier                         | 1864     | Honfleur                 | 1936        | Paris                       | Français                 |
| Jean Revel                               | 1848     | Conteville (Eure)        | 1925        | Conteville (Eure)           | Français                 |
| Marceau Rieul                            | 1900     | Bolbec                   | 1977        | Le Havre                    | Normand                  |
| Paul Napoléon Roinard                    | 1856     | Neufchâtel-en-Bray       | 1930        | Courbevoie                  | Français                 |
| Pauline Roland                           | 1805     | Falaise (Calvados)       | 1852        | Lyon                        | Français                 |
| Alfred Rossel                            | 1841     | Cherbourg                | 1926        | Cherbourg                   | Normand                  |
| Armand Salacrou                          | 1899     | Rouen                    | 1989        | Le Havre                    | Français                 |
| André Siegfried                          | 1875     | Le Havre                 | 1959        | Paris                       | Français                 |
| Albert Sorel                             | 1842     | Honfleur                 | 1906        | Paris                       | Français                 |
| Georges Sorel                            | 1847     | Cherbourg                | 1922        | Boulogne-sur-Seine          | Français                 |
| Edmond Spalikowski                       | 1874     | Rouen                    | 1951        | Clères                      | Français                 |
| Jules Tellier                            | 1863     | Le Havre                 | 1889        | Toulouse                    | Français                 |
| Alexis de Tocqueville                    | 1805     | Paris                    | 1859        | Cannes                      | Français                 |
| Jean Tolvast                             | 1870     | ?                        | 1945        | Cherbourg                   | Normand                  |
| Auguste Vacquerie                        | 1819     | Villequier               | 1895        | Paris                       | Français                 |
| Louise Vallory                           | 1824     | Alençon                  | 1879        | Paris                       | Français                 |
| Charles Vérel                            | 1857     | Le Plantis               | 1917        | ?                           | Normand                  |
| Max du Veuzit                            | 1876     | Petit-Quevilly           | 1952        | Bois-Colombes               | Français                 |
| Hippolyte de Villemessant                | 1810     | Rouen                    | 1879        | Monte-Carlo                 | Français                 |
| Pierre Villey                            | 1880     | Caen                     | 1933        | Conches-en-Ouche            | Français                 |
| Francis Yard                             | 1876     | Boissay                  | 1947        | ?                           | Français                 |
| Colette Yver                             | 1874     | Segré                    | 1953        | Rouen                       | Français                 |

## Nés auXXesiècle

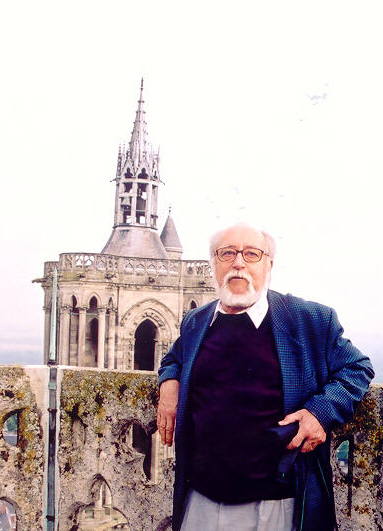
Daniel Lefèvre

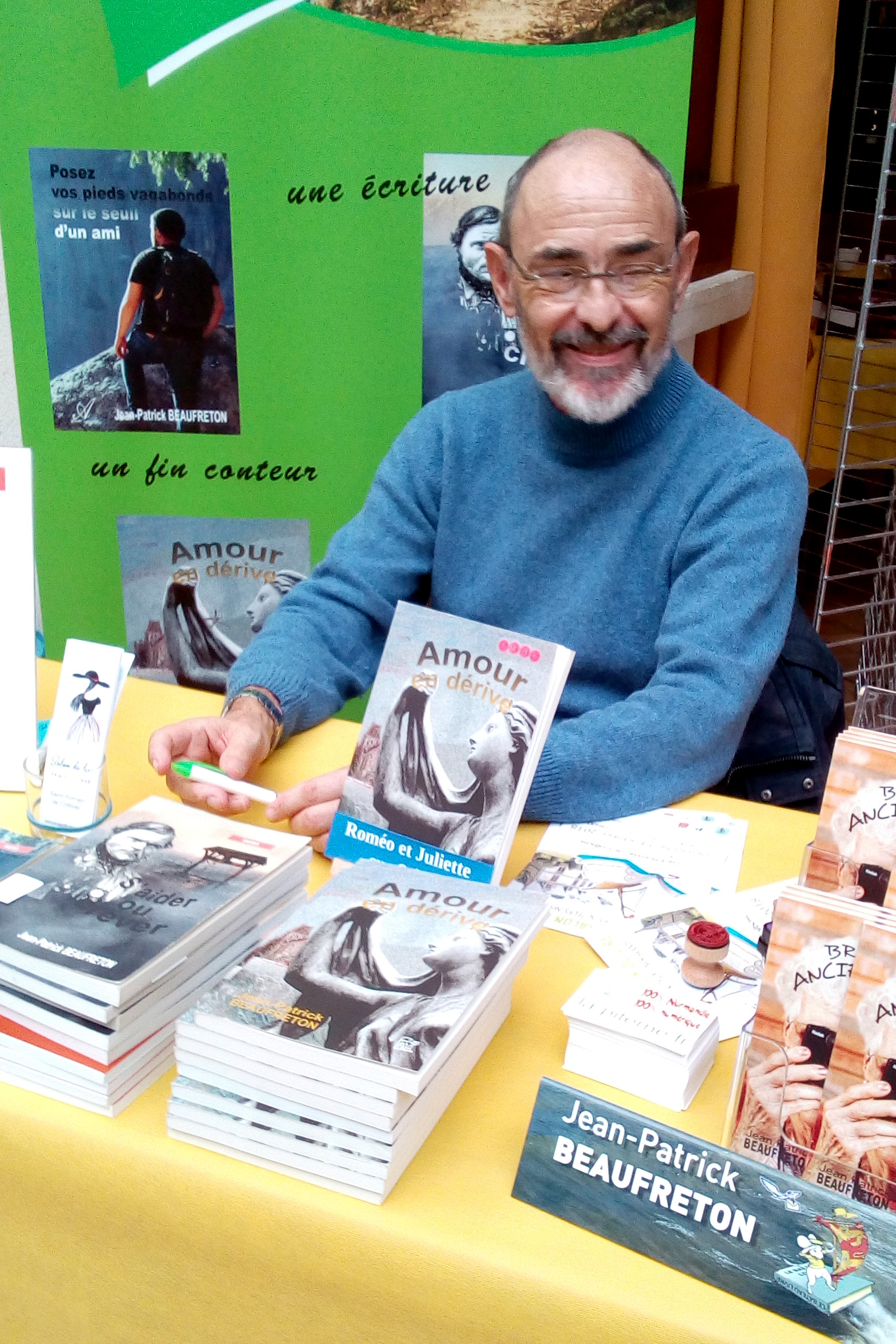
Jean-Patrick Beaufreton

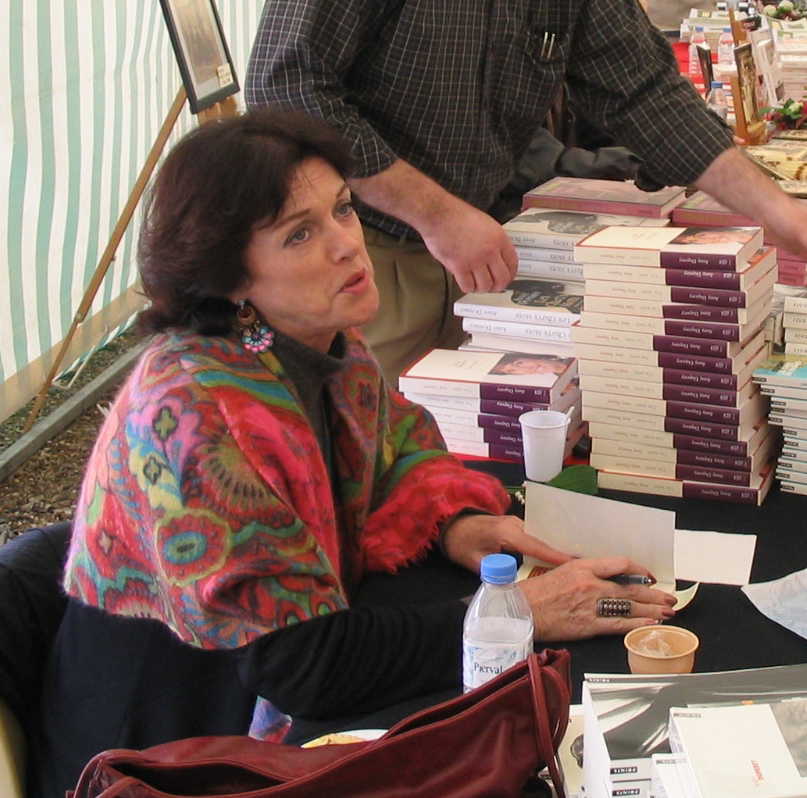
Anny Duperey

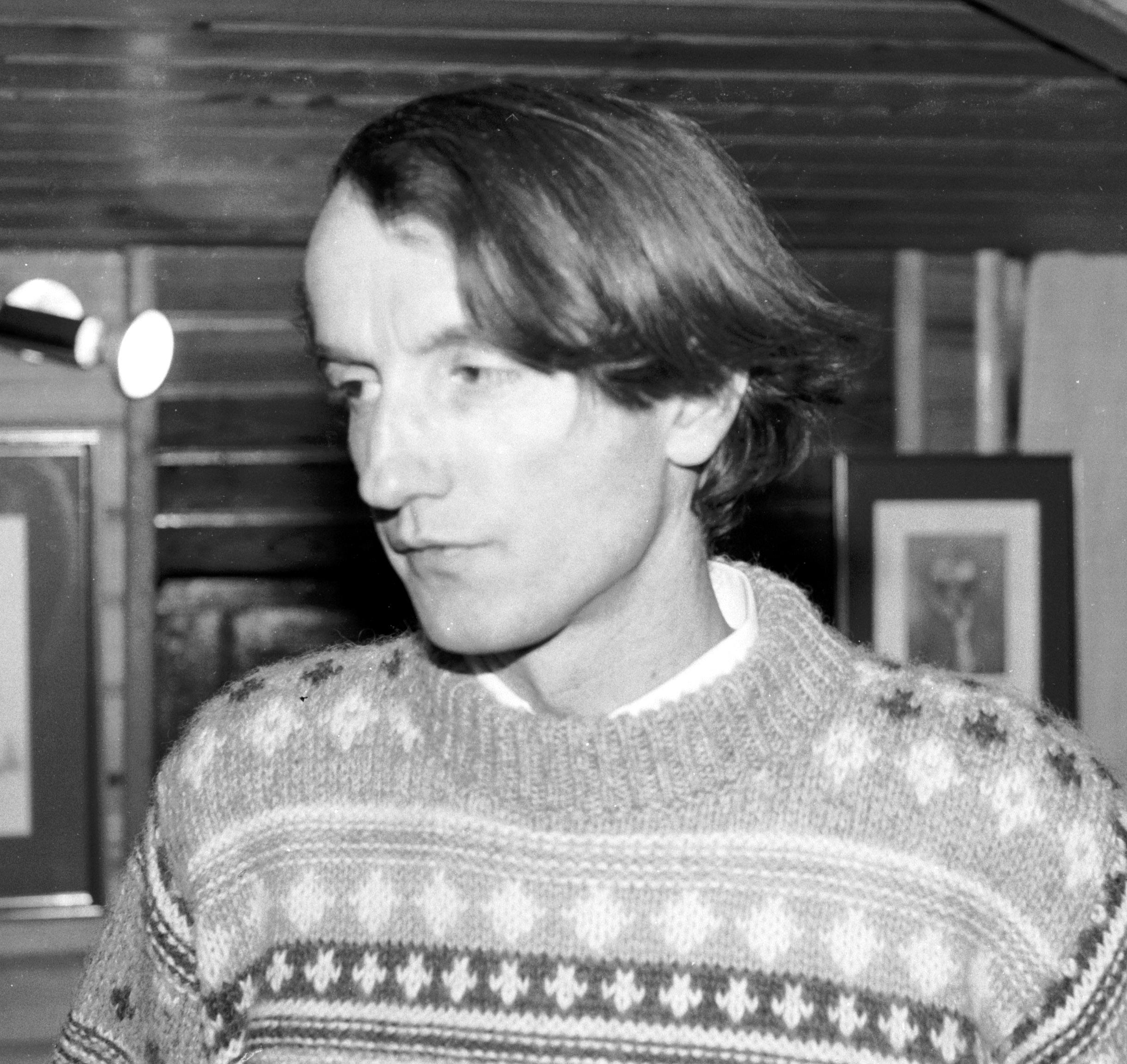
Patrick Grainville

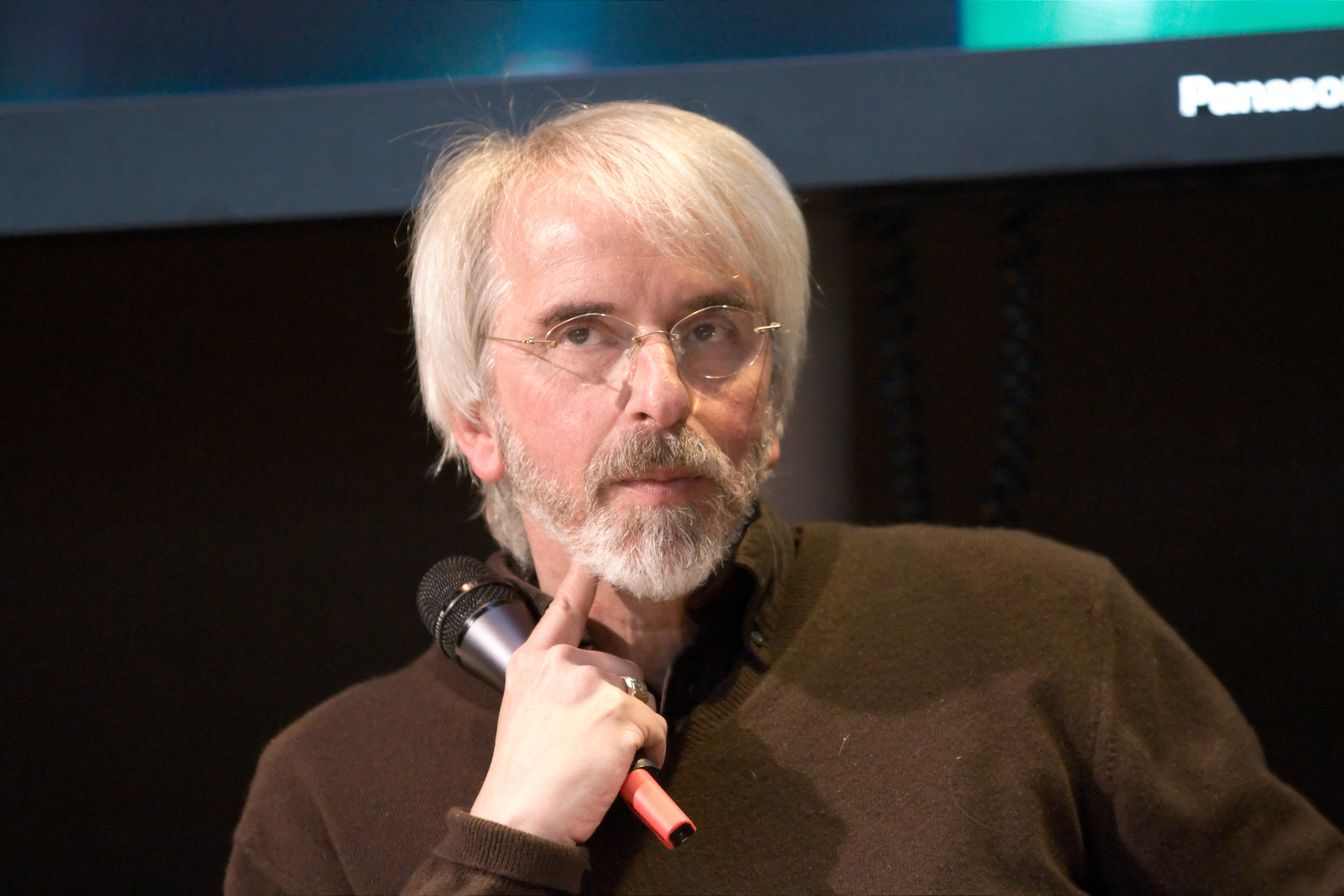
Philippe Delerm

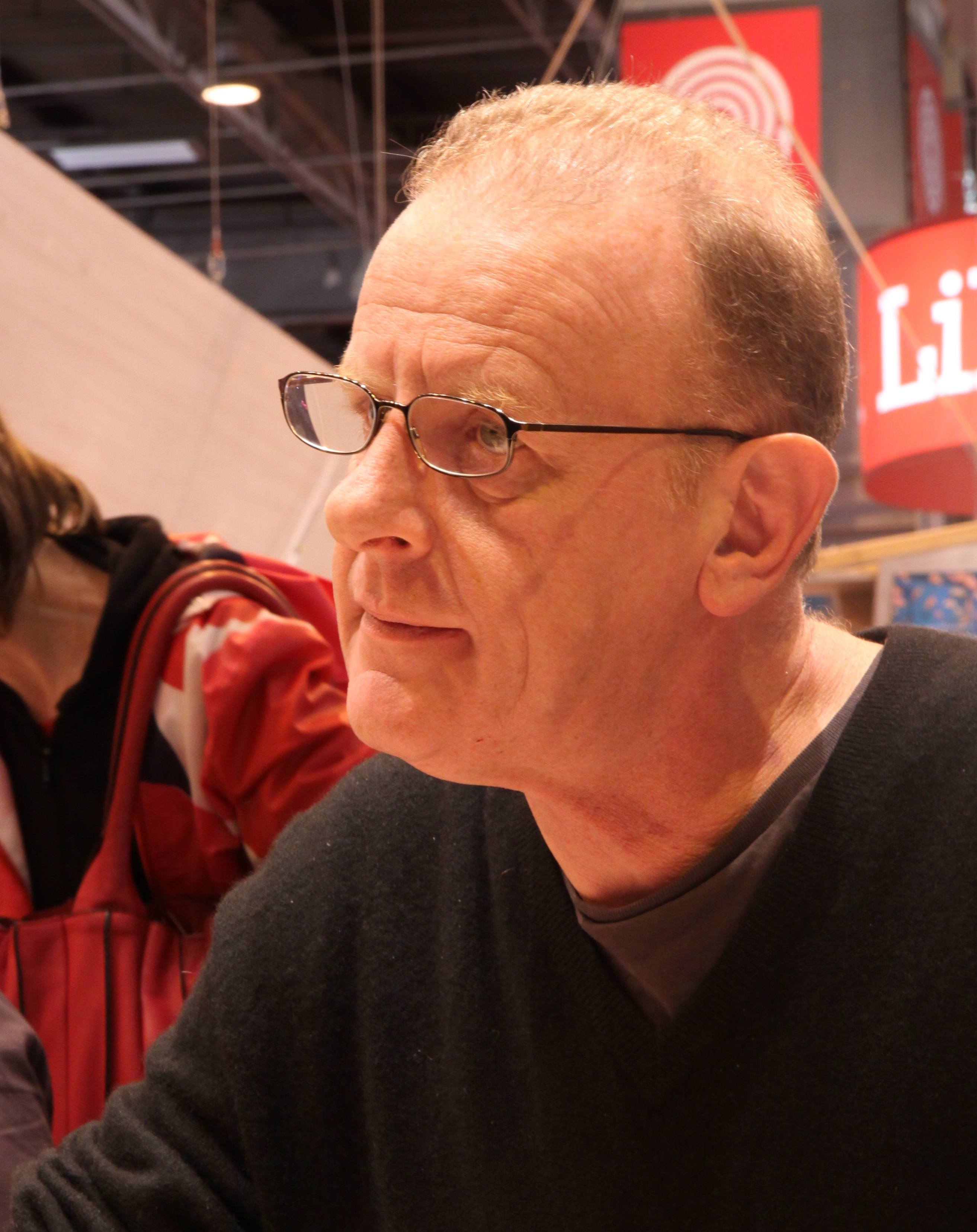
Jean Teulé

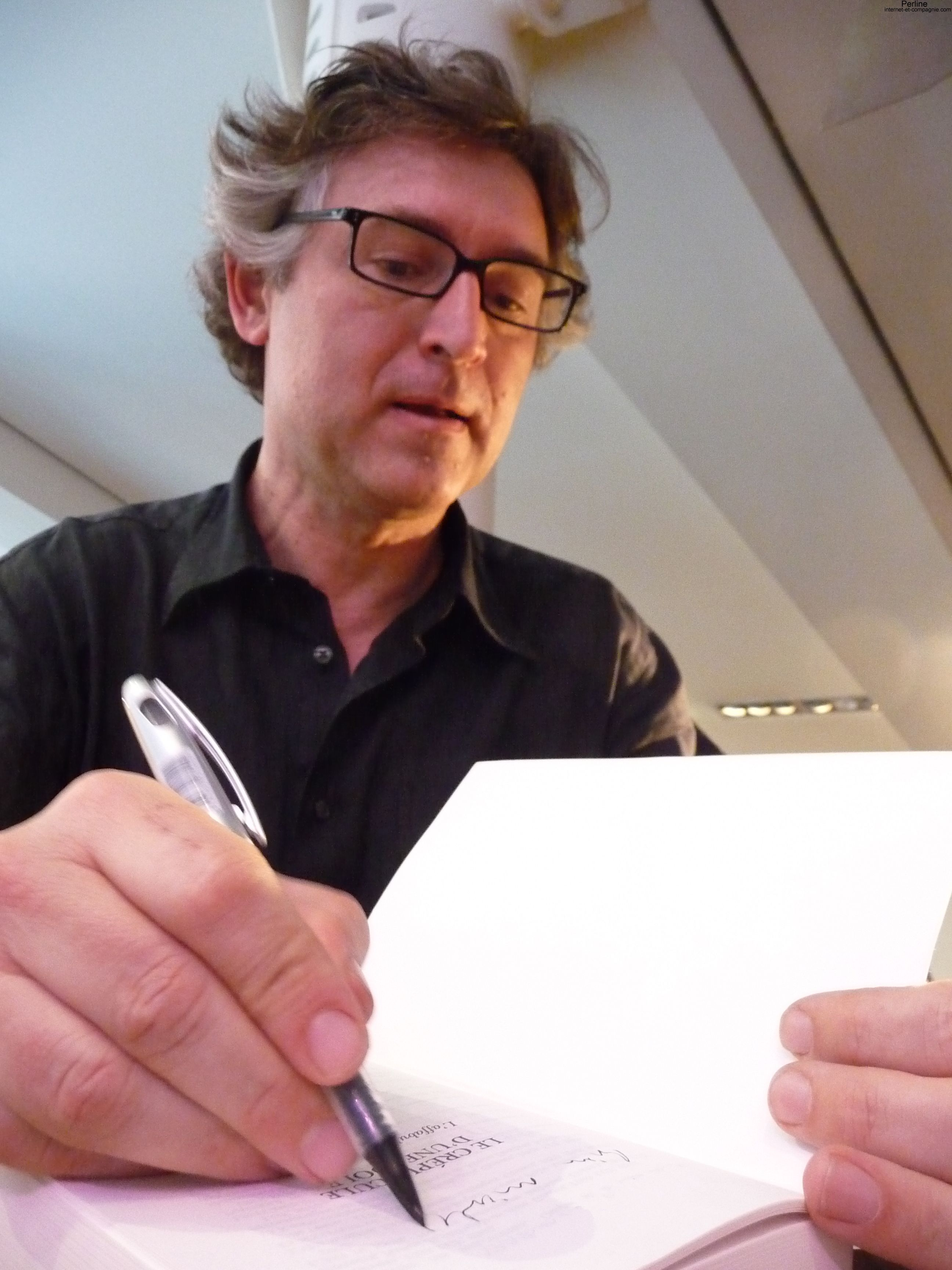
Michel Onfray

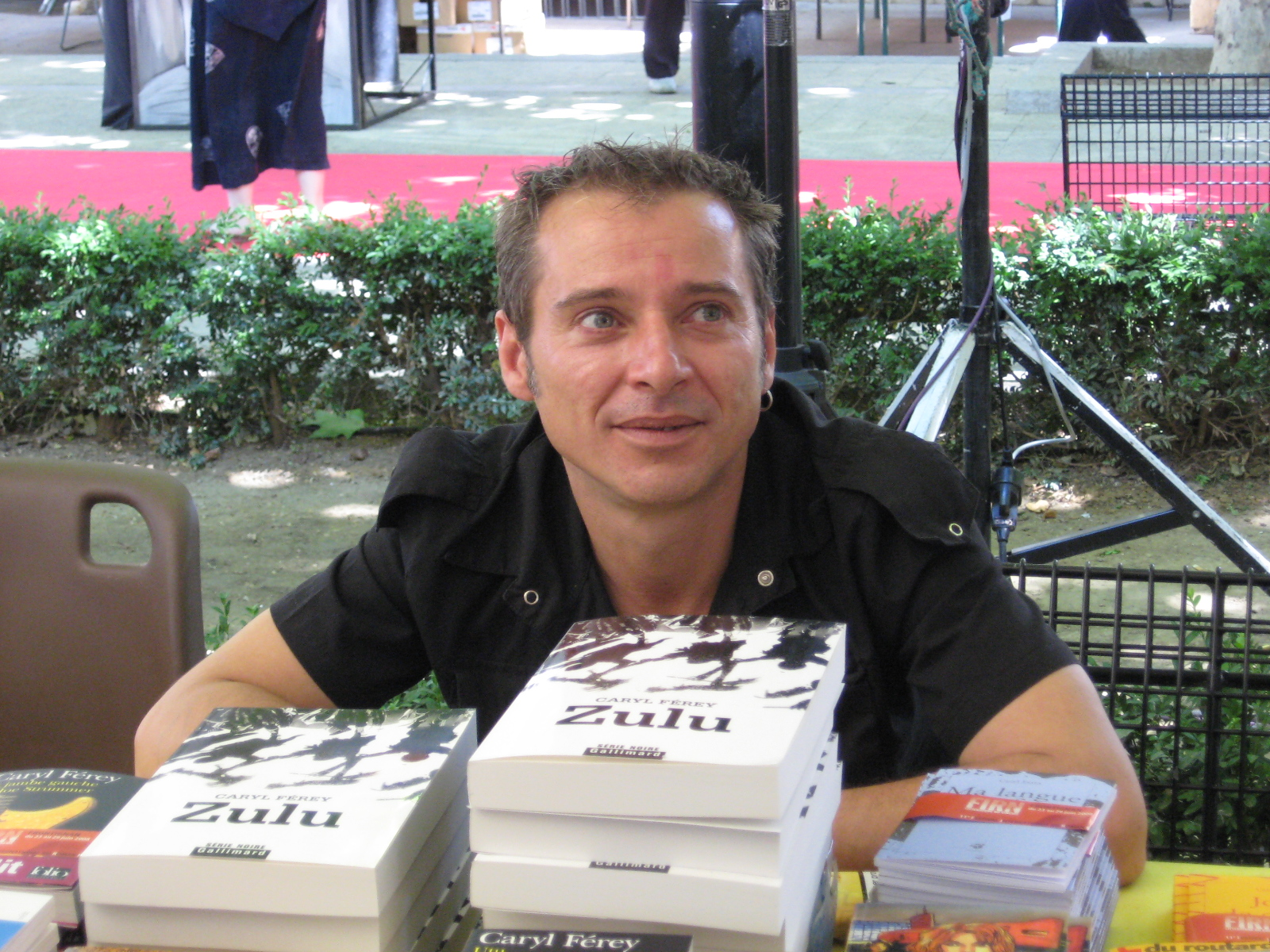
Caryl Ferey

| Nom Paule Calliste      | Né(e) en | Né(e) à                       | Mort(e) en | Mort(e) à       | Langue(s) d'expression Française |
| ----------------------- | -------- | ----------------------------- | ---------- | --------------- | -------------------------------- |
| Alphonse Allain         | 1924     | Querqueville                  |            |                 | Normand                          |
| Jacques-Pierre Amette   | 1943     | Saint-Pierre-sur-Dives        |            |                 | Français                         |
| Pierre Bameul           | 1940     | Barneville-sur-Mer            |            |                 | Français                         |
| René Bansard            | 1904     | Grandcamp-les-Bains           | 1971       | ?               | Français                         |
| Loïc Barrière           | 1967     | Rouen                         |            |                 | Français                         |
| Roland Barthes          | 1915     | Cherbourg                     | 1980       | Paris           | Français                         |
| Jean-Patrick Beaufreton | 1956     | Louviers                      |            |                 | Français                         |
| Michel Besnier          | 1945     | Cherbourg                     |            |                 | Français                         |
| Roger Bésus             | 1915     | Bayeux                        | 1994       | Rouen           | Français                         |
| Paul-Jacques Bonzon     | 1908     | Sainte-Marie-du-Mont (Manche) | 1978       | Valence (Drôme) | Français                         |
| Gilles Buisson          | 1911     | Mortain                       | 2003       | Mortain         | Français                         |
| Michel Bussi            | 1965     | Louviers                      |            |                 | Français                         |
| Côtis-Capel             | 1915     | Urville-Hague                 | 1986       | ?               | Normand                          |
| Michel Crépu            | 1954     | Étampes                       |            |                 | Français                         |
| Christophe Dauphin      | 1968     | Nonancourt                    |            |                 | Français                         |
| Angèle Delaunois        | 1946     | Granville                     |            |                 | Français                         |
| Philippe Delerm         | 1950     | Auvers-sur-Oise               |            |                 | Français                         |
| Henri Droguet           | 1944     | Cherbourg                     |            |                 | Français                         |
| Jean Dubuffet           | 1901     | Le Havre                      | 1985       | Paris           | Français                         |
| Anny Duperey            | 1947     | Rouen                         |            |                 | Français                         |
| André Dupeyrat          | 1902     | Cherbourg                     | 1982       | ?               | Français                         |
| Carole Duplessy-Rousée  | 1967     | Sotteville-lès-Rouen          |            |                 | Français                         |
| Catherine École-Boivin  | 1966     | Cap de la Hague               |            |                 | Français                         |
| Annie Ernaux            | 1940     | Lillebonne                    |            |                 | Français                         |
| Jean-Louis Ezine        | 1948     | Cabourg                       |            |                 | Français                         |
| Joseph Farnel           | 1932     | Nancy                         |            |                 | Français                         |
| Caryl Ferey             | 1967     | Caen                          |            |                 | Français                         |
| Georges Fleury          | 1939     | Granville                     |            |                 | Français                         |
| Jean Follain            | 1903     | Canisy                        | 1971       | Paris           | Français                         |
| Max-Pol Fouchet         | 1913     | Saint-Vaast-la-Hougue         | 1980       | Vézelay         | Français                         |
| Olivier Frébourg        | 1965     | Dieppe                        |            |                 | Français                         |
| Xavière Gauthier        | 1942     | Toulon                        |            |                 | Français                         |
| Franz-Olivier Giesbert  | 1949     | Wilmington (Delaware)         |            |                 | Français                         |
| Adrien Goetz            | 1966     | Caen                          |            |                 | Français                         |
| Patrick Grainville      | 1947     | Villers-sur-Mer               |            |                 | Français                         |
| Roger Grenier           | 1919     | Caen                          |            |                 | Français                         |
| Marius Grout            | 1903     | Fauville-en-Caux              | 1946       | Le Havre        | Français                         |
| Kléber Haedens          | 1913     | Équeurdreville                | 1976       | Aureville       | Français                         |
| Gilles Henry            | 1941     | Marennes                      |            |                 | Français                         |
| Jean Hougron            | 1923     | Colombelles                   | 2000       | ?               | Français                         |
| Yves Jacob              | 1940     | Dinan                         |            |                 | Français                         |
| Catherine Laboubée      | 1955     | Rouen                         |            |                 | Français                         |
| Daniel Lacotte          | 1951     | Cherbourg                     |            |                 | Français                         |
| Arthur de La Mare       | 1914     | La Trinité                    | 1994       | ?               | Normand                          |
| Fernand Lechanteur      | 1910     | Agon-Coutainville             | 1971       | Caen            | Normand                          |
| Maurice Lecœur          | 1934     | Sainte-Mère-Église            |            |                 | Français                         |
| Jérémie Lefebvre        | 1972     | Rouen                         |            |                 | Français                         |
| Daniel Lefèvre          | 1937     | Cherbourg                     | 2010       | Caen            | Français                         |
| Marcel Lelégard         | 1925     | Périers                       | 1994       | Granville       | Français                         |
| Frank Le Maistre        | 1910     | Saint-Ouen                    | 2002       | ?               | Normand                          |
| Jehan Le Povremoyne     | 1903     | Le Havre                      | 1970       | Le Tréport      | Français                         |
| Guillaume Le Touze      | 1968     | Le Havre                      |            |                 | Français                         |
| André Louis             | 1922     | Octeville                     | 1999       | Octeville       | Normand                          |
| Jean Mabire             | 1927     | Paris                         | 2006       | Saint-Malo      | Normand                          |
| Jean Mouchel            | 1928     | Bricquebosq                   |            |                 | Français                         |
| Nadine Mousselet        | 1958     | Bruxelles                     |            |                 | Français                         |
| Michel Onfray           | 1959     | Argentan                      |            |                 | Français                         |
| Christophe Ono-dit-Biot | 1975     | Le Havre                      |            |                 | Français                         |
| Albert Palle            | 1916     | Le Havre                      | 2007       | Paris           | Français                         |
| Albert Pipet            | 1925     | Cerisy-la-Salle               |            |                 | Français                         |
| Philippe Porée-Kurrer   | 1954     | Fécamp                        |            |                 | Français                         |
| Jean Prévost            | 1901     | Saint-Pierre-lès-Nemours      | 1944       | Sassenage       | Français                         |
| Raymond Queneau         | 1903     | Le Havre                      | 1976       | Paris           | Français                         |
| Pascal Quignard         | 1948     | Verneuil-sur-Avre             |            |                 | Français                         |
| Nicolas Rey             | 1973     | Évreux                        |            |                 | Français                         |
| Catherine Rihoit        | 1950     | Caen                          |            |                 | Français                         |
| Clément Rosset          | 1939     | Carteret (Manche)             |            |                 | Français                         |
| Michel Ruffin           | 1943     | Beuzeville                    |            |                 | Français                         |
| Raymond Ruffin          | 1929     | Bonnebosq                     | 2007       | ?               | Français                         |
| Pierre Salducci         | 1960     | Rouen                         |            |                 | Français                         |
| Annie Saumont           | 1927     | Cherbourg                     |            |                 | Français                         |
| Catherine Siguret       | 1969     | Normandie                     |            |                 | Français                         |
| Yoland Simon            | 1941     | Bailleul-la-Vallée            |            |                 | Français                         |
| Robert Sinsoilliez      | 1928     | Ivry-sur-Seine                | 2009       | Granville       | Français                         |
| Jude Stéfan             | 1930     | Pont-Audemer                  |            |                 | Français                         |
| Jean Teulé              | 1953     | Saint-Lô                      | 2022       | Paris           | Français                         |
| Édouard Tribouillard    | 1920     | Mathieu                       | 2008       | Caen            | Français                         |
| Philippe Trouvé         | 1936     | Lisieux                       | 2005       | Caen            | Français                         |